# Llista d'asteroides (342001-343000)
Llista d'asteroides del 342.001 al 343.000, amb data de descoberta i descobridor. És un fragment de la llista d'asteroides completa. Als asteroides se'ls dona un número quan es confirma la seva òrbita, per tant apareixen llistats aproximadament segons la data de descobriment.

## 342001-342100
| Nom    | Designació provisional | Data de descobriment   | Lloc de descobriment | Descobridor/s        |
| ------ | ---------------------- | ---------------------- | -------------------- | -------------------- |
| 342001 | 2008 RJ34              | 2 de setembre de 2008  | Kitt Peak            | Spacewatch           |
| 342002 | 2008 RO34              | 2 de setembre de 2008  | Kitt Peak            | Spacewatch           |
| 342003 | 2008 RV34              | 2 de setembre de 2008  | Kitt Peak            | Spacewatch           |
| 342004 | 2008 RL35              | 2 de setembre de 2008  | Kitt Peak            | Spacewatch           |
| 342005 | 2008 RS35              | 2 de setembre de 2008  | Kitt Peak            | Spacewatch           |
| 342006 | 2008 RS36              | 2 de setembre de 2008  | Kitt Peak            | Spacewatch           |
| 342007 | 2008 RQ42              | 2 de setembre de 2008  | Kitt Peak            | Spacewatch           |
| 342008 | 2008 RY46              | 2 de setembre de 2008  | Kitt Peak            | Spacewatch           |
| 342009 | 2008 RJ47              | 2 de setembre de 2008  | La Sagra             | La Sagra             |
| 342010 | 2008 RX56              | 3 de setembre de 2008  | Kitt Peak            | Spacewatch           |
| 342011 | 2008 RK63              | 4 de setembre de 2008  | Kitt Peak            | Spacewatch           |
| 342012 | 2008 RL65              | 4 de setembre de 2008  | Kitt Peak            | Spacewatch           |
| 342013 | 2008 RX69              | 5 de setembre de 2008  | Kitt Peak            | Spacewatch           |
| 342014 | 2008 RM72              | 6 de setembre de 2008  | Mount Lemmon         | Mt. Lemmon Survey    |
| 342015 | 2008 RQ74              | 6 de setembre de 2008  | Catalina             | CSS                  |
| 342016 | 2008 RN78              | 10 de setembre de 2008 | Siding Spring        | Siding Spring Survey |
| 342017 | 2008 RA80              | 12 de setembre de 2008 | La Canada            | La Canada            |
| 342018 | 2008 RY80              | 3 de setembre de 2008  | Kitt Peak            | Spacewatch           |
| 342019 | 2008 RG84              | 4 de setembre de 2008  | Kitt Peak            | Spacewatch           |
| 342020 | 2008 RW88              | 5 de setembre de 2008  | Kitt Peak            | Spacewatch           |
| 342021 | 2008 RM93              | 6 de setembre de 2008  | Kitt Peak            | Spacewatch           |
| 342022 | 2008 RK95              | 7 de setembre de 2008  | Catalina             | CSS                  |
| 342023 | 2008 RO96              | 7 de setembre de 2008  | Mount Lemmon         | Mt. Lemmon Survey    |
| 342024 | 2008 RH98              | 7 de setembre de 2008  | Skylive              | F. Tozzi             |
| 342025 | 2008 RM99              | 2 de setembre de 2008  | Kitt Peak            | Spacewatch           |
| 342026 | 2008 RY99              | 2 de setembre de 2008  | Kitt Peak            | Spacewatch           |
| 342027 | 2008 RV100             | 5 de setembre de 2008  | Kitt Peak            | Spacewatch           |
| 342028 | 2008 RX101             | 2 de setembre de 2008  | Kitt Peak            | Spacewatch           |
| 342029 | 2008 RH103             | 5 de setembre de 2008  | Kitt Peak            | Spacewatch           |
| 342030 | 2008 RE106             | 6 de setembre de 2008  | Catalina             | CSS                  |
| 342031 | 2008 RA108             | 9 de setembre de 2008  | Catalina             | CSS                  |
| 342032 | 2008 RT110             | 3 de setembre de 2008  | Kitt Peak            | Spacewatch           |
| 342033 | 2008 RW111             | 4 de setembre de 2008  | Kitt Peak            | Spacewatch           |
| 342034 | 2008 RF112             | 4 de setembre de 2008  | Kitt Peak            | Spacewatch           |
| 342035 | 2008 RR113             | 6 de setembre de 2008  | Kitt Peak            | Spacewatch           |
| 342036 | 2008 RB114             | 6 de setembre de 2008  | Mount Lemmon         | Mt. Lemmon Survey    |
| 342037 | 2008 RT114             | 6 de setembre de 2008  | Mount Lemmon         | Mt. Lemmon Survey    |
| 342038 | 2008 RG115             | 6 de setembre de 2008  | Catalina             | CSS                  |
| 342039 | 2008 RP116             | 7 de setembre de 2008  | Mount Lemmon         | Mt. Lemmon Survey    |
| 342040 | 2008 RT116             | 7 de setembre de 2008  | Mount Lemmon         | Mt. Lemmon Survey    |
| 342041 | 2008 RJ117             | 9 de setembre de 2008  | Catalina             | CSS                  |
| 342042 | 2008 RT118             | 9 de setembre de 2008  | Mount Lemmon         | Mt. Lemmon Survey    |
| 342043 | 2008 RW119             | 3 de setembre de 2008  | Kitt Peak            | Spacewatch           |
| 342044 | 2008 RE120             | 7 de setembre de 2008  | Catalina             | CSS                  |
| 342045 | 2008 RD121             | 2 de setembre de 2008  | Kitt Peak            | Spacewatch           |
| 342046 | 2008 RQ125             | 22 d'agost de 2004     | Siding Spring        | Siding Spring Survey |
| 342047 | 2008 RG130             | 7 de setembre de 2008  | Mount Lemmon         | Mt. Lemmon Survey    |
| 342048 | 2008 RX130             | 4 de setembre de 2008  | Kitt Peak            | Spacewatch           |
| 342049 | 2008 RN131             | 10 de març de 2007     | Mount Lemmon         | Mt. Lemmon Survey    |
| 342050 | 2008 RY134             | 2 de setembre de 2008  | Kitt Peak            | Spacewatch           |
| 342051 | 2008 RL135             | 3 de setembre de 2008  | Kitt Peak            | Spacewatch           |
| 342052 | 2008 RD140             | 8 de setembre de 2008  | Kitt Peak            | Spacewatch           |
| 342053 | 2008 RO144             | 3 de setembre de 2008  | Kitt Peak            | Spacewatch           |
| 342054 | 2008 RQ145             | 5 de setembre de 2008  | Kitt Peak            | Spacewatch           |
| 342055 | 2008 RV146             | 4 de setembre de 2008  | Socorro              | LINEAR               |
| 342056 | 2008 RX146             | 8 de setembre de 2008  | Kitt Peak            | Spacewatch           |
| 342057 | 2008 SE2               | 20 de setembre de 2008 | Goodricke-Pigott     | R. A. Tucker         |
| 342058 | 2008 SM5               | 22 de setembre de 2008 | Socorro              | LINEAR               |
| 342059 | 2008 SM9               | 22 de setembre de 2008 | Socorro              | LINEAR               |
| 342060 | 2008 SW9               | 10 de juliol de 2004   | Palomar              | NEAT                 |
| 342061 | 2008 ST13              | 19 de setembre de 2008 | Kitt Peak            | Spacewatch           |
| 342062 | 2008 SK17              | 19 de setembre de 2008 | Kitt Peak            | Spacewatch           |
| 342063 | 2008 SY19              | 19 de setembre de 2008 | Kitt Peak            | Spacewatch           |
| 342064 | 2008 SW21              | 19 de setembre de 2008 | Kitt Peak            | Spacewatch           |
| 342065 | 2008 SG22              | 20 de juny de 2004     | Kitt Peak            | Spacewatch           |
| 342066 | 2008 SJ22              | 19 de setembre de 2008 | Kitt Peak            | Spacewatch           |
| 342067 | 2008 SD24              | 19 de setembre de 2008 | Kitt Peak            | Spacewatch           |
| 342068 | 2008 SL24              | 19 de setembre de 2008 | Kitt Peak            | Spacewatch           |
| 342069 | 2008 SE26              | 19 de setembre de 2008 | Kitt Peak            | Spacewatch           |
| 342070 | 2008 SK29              | 19 de setembre de 2008 | Kitt Peak            | Spacewatch           |
| 342071 | 2008 SU29              | 19 de setembre de 2008 | Kitt Peak            | Spacewatch           |
| 342072 | 2008 SM31              | 20 de setembre de 2008 | Kitt Peak            | Spacewatch           |
| 342073 | 2008 SN32              | 20 de setembre de 2008 | Kitt Peak            | Spacewatch           |
| 342074 | 2008 SX33              | 20 de setembre de 2008 | Kitt Peak            | Spacewatch           |
| 342075 | 2008 SY33              | 20 de setembre de 2008 | Kitt Peak            | Spacewatch           |
| 342076 | 2008 SG34              | 20 de setembre de 2008 | Catalina             | CSS                  |
| 342077 | 2008 SH36              | 20 de setembre de 2008 | Kitt Peak            | Spacewatch           |
| 342078 | 2008 SY36              | 20 de setembre de 2008 | Mount Lemmon         | Mt. Lemmon Survey    |
| 342079 | 2008 SG37              | 20 de setembre de 2008 | Kitt Peak            | Spacewatch           |
| 342080 | 2008 SA40              | 20 de setembre de 2008 | Kitt Peak            | Spacewatch           |
| 342081 | 2008 SU40              | 20 de setembre de 2008 | Catalina             | CSS                  |
| 342082 | 2008 SY40              | 20 de setembre de 2008 | Catalina             | CSS                  |
| 342083 | 2008 SR42              | 20 de setembre de 2008 | Kitt Peak            | Spacewatch           |
| 342084 | 2008 ST43              | 20 de setembre de 2008 | Kitt Peak            | Spacewatch           |
| 342085 | 2008 SC44              | 20 de setembre de 2008 | Kitt Peak            | Spacewatch           |
| 342086 | 2008 SJ45              | 20 de setembre de 2008 | Kitt Peak            | Spacewatch           |
| 342087 | 2008 SR45              | 20 de setembre de 2008 | Kitt Peak            | Spacewatch           |
| 342088 | 2008 SQ46              | 20 de setembre de 2008 | Kitt Peak            | Spacewatch           |
| 342089 | 2008 SK48              | 20 de setembre de 2008 | Mount Lemmon         | Mt. Lemmon Survey    |
| 342090 | 2008 SE53              | 20 de setembre de 2008 | Mount Lemmon         | Mt. Lemmon Survey    |
| 342091 | 2008 SO53              | 20 de setembre de 2008 | Mount Lemmon         | Mt. Lemmon Survey    |
| 342092 | 2008 SL54              | 20 de setembre de 2008 | Mount Lemmon         | Mt. Lemmon Survey    |
| 342093 | 2008 SL55              | 20 de setembre de 2008 | Mount Lemmon         | Mt. Lemmon Survey    |
| 342094 | 2008 SD56              | 20 de setembre de 2008 | Kitt Peak            | Spacewatch           |
| 342095 | 2008 ST57              | 20 de setembre de 2008 | Kitt Peak            | Spacewatch           |
| 342096 | 2008 SZ57              | 7 de setembre de 2008  | Mount Lemmon         | Mt. Lemmon Survey    |
| 342097 | 2008 SY60              | 20 de setembre de 2008 | Catalina             | CSS                  |
| 342098 | 2008 SD61              | 20 de setembre de 2008 | Catalina             | CSS                  |
| 342099 | 2008 SG62              | 21 de setembre de 2008 | Kitt Peak            | Spacewatch           |
| 342100 | 2008 SZ63              | 21 de setembre de 2008 | Kitt Peak            | Spacewatch           |

## 342101-342200
| Nom    | Designació provisional | Data de descobriment   | Lloc de descobriment | Descobridor/s        |
| ------ | ---------------------- | ---------------------- | -------------------- | -------------------- |
| 342101 | 2008 SW64              | 21 de setembre de 2008 | Kitt Peak            | Spacewatch           |
| 342102 | 2008 SK65              | 6 de setembre de 2008  | Mount Lemmon         | Mt. Lemmon Survey    |
| 342103 | 2008 SQ65              | 21 de setembre de 2008 | Mount Lemmon         | Mt. Lemmon Survey    |
| 342104 | 2008 SS66              | 21 de setembre de 2008 | Catalina             | CSS                  |
| 342105 | 2008 SA68              | 21 de setembre de 2008 | Catalina             | CSS                  |
| 342106 | 2008 SG68              | 21 de setembre de 2008 | Mount Lemmon         | Mt. Lemmon Survey    |
| 342107 | 2008 SF70              | 22 de setembre de 2008 | Mount Lemmon         | Mt. Lemmon Survey    |
| 342108 | 2008 SL74              | 23 de setembre de 2008 | Catalina             | CSS                  |
| 342109 | 2008 SA80              | 24 d'agost de 2008     | Kitt Peak            | Spacewatch           |
| 342110 | 2008 SB87              | 20 de setembre de 2008 | Kitt Peak            | Spacewatch           |
| 342111 | 2008 SJ88              | 20 de setembre de 2008 | Mount Lemmon         | Mt. Lemmon Survey    |
| 342112 | 2008 SO90              | 21 de setembre de 2008 | Kitt Peak            | Spacewatch           |
| 342113 | 2008 SU93              | 21 de setembre de 2008 | Kitt Peak            | Spacewatch           |
| 342114 | 2008 SF94              | 21 de setembre de 2008 | Kitt Peak            | Spacewatch           |
| 342115 | 2008 SH95              | 6 de setembre de 2008  | Catalina             | CSS                  |
| 342116 | 2008 SD96              | 21 de setembre de 2008 | Kitt Peak            | Spacewatch           |
| 342117 | 2008 SP99              | 21 de setembre de 2008 | Kitt Peak            | Spacewatch           |
| 342118 | 2008 SA102             | 21 de setembre de 2008 | Mount Lemmon         | Mt. Lemmon Survey    |
| 342119 | 2008 SD103             | 21 de setembre de 2008 | Mount Lemmon         | Mt. Lemmon Survey    |
| 342120 | 2008 SU103             | 21 de setembre de 2008 | Kitt Peak            | Spacewatch           |
| 342121 | 2008 SJ104             | 21 de setembre de 2008 | Kitt Peak            | Spacewatch           |
| 342122 | 2008 SC105             | 21 de setembre de 2008 | Kitt Peak            | Spacewatch           |
| 342123 | 2008 SW111             | 22 de setembre de 2008 | Mount Lemmon         | Mt. Lemmon Survey    |
| 342124 | 2008 SR116             | 22 de setembre de 2008 | Mount Lemmon         | Mt. Lemmon Survey    |
| 342125 | 2008 SZ116             | 22 de setembre de 2008 | Mount Lemmon         | Mt. Lemmon Survey    |
| 342126 | 2008 SQ117             | 22 de setembre de 2008 | Mount Lemmon         | Mt. Lemmon Survey    |
| 342127 | 2008 SW118             | 22 de setembre de 2008 | Mount Lemmon         | Mt. Lemmon Survey    |
| 342128 | 2008 SB119             | 22 de setembre de 2008 | Mount Lemmon         | Mt. Lemmon Survey    |
| 342129 | 2008 SP120             | 22 de setembre de 2008 | Mount Lemmon         | Mt. Lemmon Survey    |
| 342130 | 2008 SZ120             | 22 de setembre de 2008 | Mount Lemmon         | Mt. Lemmon Survey    |
| 342131 | 2008 SS122             | 22 de setembre de 2008 | Mount Lemmon         | Mt. Lemmon Survey    |
| 342132 | 2008 SK124             | 22 de setembre de 2008 | Mount Lemmon         | Mt. Lemmon Survey    |
| 342133 | 2008 SY124             | 22 de setembre de 2008 | Mount Lemmon         | Mt. Lemmon Survey    |
| 342134 | 2008 SB127             | 22 de setembre de 2008 | Kitt Peak            | Spacewatch           |
| 342135 | 2008 SN127             | 22 de setembre de 2008 | Mount Lemmon         | Mt. Lemmon Survey    |
| 342136 | 2008 SO127             | 22 de setembre de 2008 | Mount Lemmon         | Mt. Lemmon Survey    |
| 342137 | 2008 SX127             | 22 de setembre de 2008 | Kitt Peak            | Spacewatch           |
| 342138 | 2008 SY127             | 22 de setembre de 2008 | Kitt Peak            | Spacewatch           |
| 342139 | 2008 SO128             | 22 de setembre de 2008 | Kitt Peak            | Spacewatch           |
| 342140 | 2008 SH129             | 22 de setembre de 2008 | Kitt Peak            | Spacewatch           |
| 342141 | 2008 SN129             | 22 de setembre de 2008 | Kitt Peak            | Spacewatch           |
| 342142 | 2008 SP129             | 22 de setembre de 2008 | Kitt Peak            | Spacewatch           |
| 342143 | 2008 SQ129             | 22 de setembre de 2008 | Kitt Peak            | Spacewatch           |
| 342144 | 2008 SE130             | 22 de setembre de 2008 | Kitt Peak            | Spacewatch           |
| 342145 | 2008 SQ131             | 22 de setembre de 2008 | Kitt Peak            | Spacewatch           |
| 342146 | 2008 SV131             | 22 de setembre de 2008 | Kitt Peak            | Spacewatch           |
| 342147 | 2008 SM132             | 22 de setembre de 2008 | Kitt Peak            | Spacewatch           |
| 342148 | 2008 SX138             | 23 de setembre de 2008 | Kitt Peak            | Spacewatch           |
| 342149 | 2008 SN139             | 23 de setembre de 2008 | Siding Spring        | Siding Spring Survey |
| 342150 | 2008 SW139             | 24 de setembre de 2008 | Catalina             | CSS                  |
| 342151 | 2008 SO142             | 24 de setembre de 2008 | Mount Lemmon         | Mt. Lemmon Survey    |
| 342152 | 2008 SR142             | 24 de setembre de 2008 | Mount Lemmon         | Mt. Lemmon Survey    |
| 342153 | 2008 SS142             | 24 de setembre de 2008 | Mount Lemmon         | Mt. Lemmon Survey    |
| 342154 | 2008 SD143             | 24 de setembre de 2008 | Mount Lemmon         | Mt. Lemmon Survey    |
| 342155 | 2008 ST143             | 24 de setembre de 2008 | Mount Lemmon         | Mt. Lemmon Survey    |
| 342156 | 2008 SZ143             | 24 de setembre de 2008 | Mount Lemmon         | Mt. Lemmon Survey    |
| 342157 | 2008 SD144             | 24 de setembre de 2008 | Mount Lemmon         | Mt. Lemmon Survey    |
| 342158 | 2008 SX147             | 26 de setembre de 2008 | Bergisch Gladbac     | W. Bickel            |
| 342159 | 2008 SC149             | 29 de setembre de 2008 | Desert Moon          | B. L. Stevens        |
| 342160 | 2008 SZ149             | 29 de setembre de 2008 | Dauban               | F. Kugel             |
| 342161 | 2008 SR152             | 22 de setembre de 2008 | Socorro              | LINEAR               |
| 342162 | 2008 SU154             | 22 de setembre de 2008 | Socorro              | LINEAR               |
| 342163 | 2008 SO156             | 23 de setembre de 2008 | Socorro              | LINEAR               |
| 342164 | 2008 SG159             | 24 de setembre de 2008 | Socorro              | LINEAR               |
| 342165 | 2008 SC161             | 28 de setembre de 2008 | Socorro              | LINEAR               |
| 342166 | 2008 SX162             | 28 de setembre de 2008 | Socorro              | LINEAR               |
| 342167 | 2008 SB165             | 7 de setembre de 2008  | Mount Lemmon         | Mt. Lemmon Survey    |
| 342168 | 2008 SC165             | 28 de setembre de 2008 | Socorro              | LINEAR               |
| 342169 | 2008 SL165             | 28 de setembre de 2008 | Socorro              | LINEAR               |
| 342170 | 2008 SE177             | 23 de setembre de 2008 | Mount Lemmon         | Mt. Lemmon Survey    |
| 342171 | 2008 SB178             | 23 de setembre de 2008 | Kitt Peak            | Spacewatch           |
| 342172 | 2008 SL180             | 24 de setembre de 2008 | Kitt Peak            | Spacewatch           |
| 342173 | 2008 SM180             | 24 de setembre de 2008 | Kitt Peak            | Spacewatch           |
| 342174 | 2008 SB182             | 24 de setembre de 2008 | Mount Lemmon         | Mt. Lemmon Survey    |
| 342175 | 2008 SK182             | 24 de setembre de 2008 | Kitt Peak            | Spacewatch           |
| 342176 | 2008 SW182             | 24 de setembre de 2008 | Mount Lemmon         | Mt. Lemmon Survey    |
| 342177 | 2008 SE183             | 24 de setembre de 2008 | Mount Lemmon         | Mt. Lemmon Survey    |
| 342178 | 2008 SJ184             | 24 de setembre de 2008 | Mount Lemmon         | Mt. Lemmon Survey    |
| 342179 | 2008 SF185             | 24 de setembre de 2008 | Kitt Peak            | Spacewatch           |
| 342180 | 2008 SL185             | 24 de setembre de 2008 | Kitt Peak            | Spacewatch           |
| 342181 | 2008 SW185             | 25 de setembre de 2008 | Kitt Peak            | Spacewatch           |
| 342182 | 2008 SZ186             | 25 de setembre de 2008 | Kitt Peak            | Spacewatch           |
| 342183 | 2008 SX190             | 25 de setembre de 2008 | Mount Lemmon         | Mt. Lemmon Survey    |
| 342184 | 2008 SO192             | 25 de setembre de 2008 | Kitt Peak            | Spacewatch           |
| 342185 | 2008 SD195             | 25 de setembre de 2008 | Kitt Peak            | Spacewatch           |
| 342186 | 2008 SN196             | 25 de setembre de 2008 | Kitt Peak            | Spacewatch           |
| 342187 | 2008 SM198             | 25 de setembre de 2008 | Kitt Peak            | Spacewatch           |
| 342188 | 2008 SH201             | 26 de setembre de 2008 | Kitt Peak            | Spacewatch           |
| 342189 | 2008 SR201             | 6 de setembre de 2008  | Mount Lemmon         | Mt. Lemmon Survey    |
| 342190 | 2008 SV202             | 26 de setembre de 2008 | Kitt Peak            | Spacewatch           |
| 342191 | 2008 SX203             | 26 de setembre de 2008 | Kitt Peak            | Spacewatch           |
| 342192 | 2008 SL204             | 26 de setembre de 2008 | Kitt Peak            | Spacewatch           |
| 342193 | 2008 SQ205             | 26 de setembre de 2008 | Kitt Peak            | Spacewatch           |
| 342194 | 2008 SO208             | 27 de setembre de 2008 | Mount Lemmon         | Mt. Lemmon Survey    |
| 342195 | 2008 SV208             | 27 de setembre de 2008 | Mount Lemmon         | Mt. Lemmon Survey    |
| 342196 | 2008 SK211             | 28 de setembre de 2008 | Mount Lemmon         | Mt. Lemmon Survey    |
| 342197 | 2008 SE212             | 29 de setembre de 2008 | Mount Lemmon         | Mt. Lemmon Survey    |
| 342198 | 2008 SM213             | 29 de setembre de 2008 | Kitt Peak            | Spacewatch           |
| 342199 | 2008 SY216             | 29 de setembre de 2008 | Mount Lemmon         | Mt. Lemmon Survey    |
| 342200 | 2008 SG218             | 30 de setembre de 2008 | La Sagra             | La Sagra             |

## 342201-342300
| Nom    | Designació provisional | Data de descobriment   | Lloc de descobriment | Descobridor/s     |
| ------ | ---------------------- | ---------------------- | -------------------- | ----------------- |
| 342201 | 2008 SW218             | 30 de setembre de 2008 | La Sagra             | La Sagra          |
| 342202 | 2008 SE220             | 30 de setembre de 2008 | La Sagra             | La Sagra          |
| 342203 | 2008 SS220             | 25 de setembre de 2008 | Kitt Peak            | Spacewatch        |
| 342204 | 2008 SZ223             | 26 de setembre de 2008 | Charleston           | Charleston        |
| 342205 | 2008 ST225             | 26 de setembre de 2008 | Kitt Peak            | Spacewatch        |
| 342206 | 2008 ST230             | 28 de setembre de 2008 | Mount Lemmon         | Mt. Lemmon Survey |
| 342207 | 2008 SX230             | 28 de setembre de 2008 | Mount Lemmon         | Mt. Lemmon Survey |
| 342208 | 2008 SK236             | 29 de setembre de 2008 | Kitt Peak            | Spacewatch        |
| 342209 | 2008 SL239             | 13 de març de 2007     | Mount Lemmon         | Mt. Lemmon Survey |
| 342210 | 2008 SD240             | 29 de setembre de 2008 | Kitt Peak            | Spacewatch        |
| 342211 | 2008 SG240             | 29 de setembre de 2008 | Kitt Peak            | Spacewatch        |
| 342212 | 2008 ST243             | 30 de setembre de 2008 | Catalina             | CSS               |
| 342213 | 2008 SD244             | 24 de setembre de 2008 | Kitt Peak            | Spacewatch        |
| 342214 | 2008 SG246             | 30 de setembre de 2008 | La Sagra             | La Sagra          |
| 342215 | 2008 SV246             | 27 de setembre de 2008 | Catalina             | CSS               |
| 342216 | 2008 SE248             | 20 de setembre de 2008 | Kitt Peak            | Spacewatch        |
| 342217 | 2008 SS248             | 21 de setembre de 2008 | Kitt Peak            | Spacewatch        |
| 342218 | 2008 SR249             | 23 de setembre de 2008 | Kitt Peak            | Spacewatch        |
| 342219 | 2008 SW253             | 22 de setembre de 2008 | Kitt Peak            | Spacewatch        |
| 342220 | 2008 SQ258             | 22 de setembre de 2008 | Catalina             | CSS               |
| 342221 | 2008 SF260             | 23 de setembre de 2008 | Mount Lemmon         | Mt. Lemmon Survey |
| 342222 | 2008 SH260             | 23 de setembre de 2008 | Mount Lemmon         | Mt. Lemmon Survey |
| 342223 | 2008 SK262             | 24 de setembre de 2008 | Kitt Peak            | Spacewatch        |
| 342224 | 2008 SX262             | 24 de setembre de 2008 | Kitt Peak            | Spacewatch        |
| 342225 | 2008 SN265             | 28 de setembre de 2008 | Mount Lemmon         | Mt. Lemmon Survey |
| 342226 | 2008 SE266             | 29 de setembre de 2008 | Catalina             | CSS               |
| 342227 | 2008 SW266             | 21 de setembre de 2008 | Mount Lemmon         | Mt. Lemmon Survey |
| 342228 | 2008 SB267             | 22 de setembre de 2008 | Kitt Peak            | Spacewatch        |
| 342229 | 2008 SO267             | 23 de setembre de 2008 | Kitt Peak            | Spacewatch        |
| 342230 | 2008 SO268             | 27 de setembre de 2008 | Catalina             | CSS               |
| 342231 | 2008 SP268             | 27 de setembre de 2008 | Mount Lemmon         | Mt. Lemmon Survey |
| 342232 | 2008 SC269             | 30 de setembre de 2008 | Catalina             | CSS               |
| 342233 | 2008 SW269             | 23 de setembre de 2008 | Catalina             | CSS               |
| 342234 | 2008 SR270             | 25 de setembre de 2008 | Kitt Peak            | Spacewatch        |
| 342235 | 2008 SE272             | 30 de setembre de 2008 | Mount Lemmon         | Mt. Lemmon Survey |
| 342236 | 2008 SU272             | 24 de setembre de 2008 | Mount Lemmon         | Mt. Lemmon Survey |
| 342237 | 2008 SZ272             | 28 de setembre de 2008 | Mount Lemmon         | Mt. Lemmon Survey |
| 342238 | 2008 SA273             | 28 de setembre de 2008 | Mount Lemmon         | Mt. Lemmon Survey |
| 342239 | 2008 SU274             | 21 de setembre de 2008 | Mount Lemmon         | Mt. Lemmon Survey |
| 342240 | 2008 SB275             | 22 de setembre de 2008 | Kitt Peak            | Spacewatch        |
| 342241 | 2008 SR276             | 24 de setembre de 2008 | Kitt Peak            | Spacewatch        |
| 342242 | 2008 SF279             | 29 de setembre de 2008 | Kitt Peak            | Spacewatch        |
| 342243 | 2008 SA282             | 24 de setembre de 2008 | Kitt Peak            | Spacewatch        |
| 342244 | 2008 SU282             | 24 de setembre de 2008 | Kitt Peak            | Spacewatch        |
| 342245 | 2008 SC283             | 21 de setembre de 2008 | Mount Lemmon         | Mt. Lemmon Survey |
| 342246 | 2008 SE283             | 21 de setembre de 2008 | Mount Lemmon         | Mt. Lemmon Survey |
| 342247 | 2008 ST284             | 24 de setembre de 2008 | Kitt Peak            | Spacewatch        |
| 342248 | 2008 SC285             | 28 de setembre de 2008 | Mount Lemmon         | Mt. Lemmon Survey |
| 342249 | 2008 SU285             | 21 de setembre de 2008 | Kitt Peak            | Spacewatch        |
| 342250 | 2008 SQ286             | 22 de setembre de 2008 | Mount Lemmon         | Mt. Lemmon Survey |
| 342251 | 2008 SU286             | 23 de setembre de 2008 | Catalina             | CSS               |
| 342252 | 2008 SV288             | 24 de setembre de 2008 | Kitt Peak            | Spacewatch        |
| 342253 | 2008 SR289             | 26 de setembre de 2008 | Kitt Peak            | Spacewatch        |
| 342254 | 2008 SZ295             | 28 de setembre de 2008 | Catalina             | CSS               |
| 342255 | 2008 SL296             | 29 de setembre de 2008 | Catalina             | CSS               |
| 342256 | 2008 SK298             | 21 de setembre de 2008 | Kitt Peak            | Spacewatch        |
| 342257 | 2008 SW298             | 22 de setembre de 2008 | Mount Lemmon         | Mt. Lemmon Survey |
| 342258 | 2008 SN300             | 23 de setembre de 2008 | Kitt Peak            | Spacewatch        |
| 342259 | 2008 SB301             | 23 de setembre de 2008 | Catalina             | CSS               |
| 342260 | 2008 SP301             | 23 de setembre de 2008 | Kitt Peak            | Spacewatch        |
| 342261 | 2008 SX302             | 24 de setembre de 2008 | Catalina             | CSS               |
| 342262 | 2008 SS305             | 28 de setembre de 2008 | Socorro              | LINEAR            |
| 342263 | 2008 SP306             | 28 de setembre de 2008 | Mount Lemmon         | Mt. Lemmon Survey |
| 342264 | 2008 SP307             | 29 de setembre de 2008 | Catalina             | CSS               |
| 342265 | 2008 SG308             | 29 de setembre de 2008 | Mount Lemmon         | Mt. Lemmon Survey |
| 342266 | 2008 SS309             | 25 de setembre de 2008 | Mount Lemmon         | Mt. Lemmon Survey |
| 342267 | 2008 ST309             | 27 de setembre de 2008 | Mount Lemmon         | Mt. Lemmon Survey |
| 342268 | 2008 SV309             | 27 de setembre de 2008 | Mount Lemmon         | Mt. Lemmon Survey |
| 342269 | 2008 SX309             | 29 de setembre de 2008 | Mount Lemmon         | Mt. Lemmon Survey |
| 342270 | 2008 SC310             | 29 de setembre de 2008 | Mount Lemmon         | Mt. Lemmon Survey |
| 342271 | 2008 TJ5               | 1 d'octubre de 2008    | La Sagra             | La Sagra          |
| 342272 | 2008 TN6               | 1 d'octubre de 2008    | Kitt Peak            | Spacewatch        |
| 342273 | 2008 TY6               | 3 d'octubre de 2008    | La Sagra             | La Sagra          |
| 342274 | 2008 TZ7               | 4 d'octubre de 2008    | La Sagra             | La Sagra          |
| 342275 | 2008 TZ8               | 29 de setembre de 2008 | Catalina             | CSS               |
| 342276 | 2008 TW9               | 5 d'octubre de 2008    | Hibiscus             | N. Teamo          |
| 342277 | 2008 TE10              | 8 d'octubre de 2008    | Tzec Maun            | E. Schwab         |
| 342278 | 2008 TN14              | 5 de maig de 2003      | Kitt Peak            | Spacewatch        |
| 342279 | 2008 TF17              | 1 d'octubre de 2008    | Mount Lemmon         | Mt. Lemmon Survey |
| 342280 | 2008 TO19              | 1 d'octubre de 2008    | Mount Lemmon         | Mt. Lemmon Survey |
| 342281 | 2008 TV19              | 22 de setembre de 2008 | Mount Lemmon         | Mt. Lemmon Survey |
| 342282 | 2008 TO21              | 1 d'octubre de 2008    | Mount Lemmon         | Mt. Lemmon Survey |
| 342283 | 2008 TS21              | 1 d'octubre de 2008    | Mount Lemmon         | Mt. Lemmon Survey |
| 342284 | 2008 TN22              | 1 d'octubre de 2008    | Mount Lemmon         | Mt. Lemmon Survey |
| 342285 | 2008 TV22              | 1 d'octubre de 2008    | Kitt Peak            | Spacewatch        |
| 342286 | 2008 TT23              | 20 de març de 2007     | Mount Lemmon         | Mt. Lemmon Survey |
| 342287 | 2008 TX24              | 2 d'octubre de 2008    | Mount Lemmon         | Mt. Lemmon Survey |
| 342288 | 2008 TT25              | 7 de setembre de 2008  | Mount Lemmon         | Mt. Lemmon Survey |
| 342289 | 2008 TH27              | 17 de novembre de 2000 | Kitt Peak            | Spacewatch        |
| 342290 | 2008 TS32              | 20 de setembre de 2008 | Kitt Peak            | Spacewatch        |
| 342291 | 2008 TL33              | 1 d'octubre de 2008    | Kitt Peak            | Spacewatch        |
| 342292 | 2008 TR33              | 1 d'octubre de 2008    | Kitt Peak            | Spacewatch        |
| 342293 | 2008 TZ35              | 1 d'octubre de 2008    | Mount Lemmon         | Mt. Lemmon Survey |
| 342294 | 2008 TP38              | 1 d'octubre de 2008    | Kitt Peak            | Spacewatch        |
| 342295 | 2008 TX44              | 1 d'octubre de 2008    | Mount Lemmon         | Mt. Lemmon Survey |
| 342296 | 2008 TK45              | 6 de setembre de 2008  | Mount Lemmon         | Mt. Lemmon Survey |
| 342297 | 2008 TL46              | 1 d'octubre de 2008    | Kitt Peak            | Spacewatch        |
| 342298 | 2008 TU47              | 1 d'octubre de 2008    | Kitt Peak            | Spacewatch        |
| 342299 | 2008 TC48              | 1 d'octubre de 2008    | Kitt Peak            | Spacewatch        |
| 342300 | 2008 TD50              | 2 d'octubre de 2008    | Kitt Peak            | Spacewatch        |

## 342301-342400
| Nom    | Designació provisional | Data de descobriment   | Lloc de descobriment | Descobridor/s        |
| ------ | ---------------------- | ---------------------- | -------------------- | -------------------- |
| 342301 | 2008 TC53              | 2 d'octubre de 2008    | Kitt Peak            | Spacewatch           |
| 342302 | 2008 TL53              | 2 d'octubre de 2008    | Mount Lemmon         | Mt. Lemmon Survey    |
| 342303 | 2008 TQ54              | 2 d'octubre de 2008    | Kitt Peak            | Spacewatch           |
| 342304 | 2008 TU55              | 2 d'octubre de 2008    | Kitt Peak            | Spacewatch           |
| 342305 | 2008 TM60              | 2 d'octubre de 2008    | Kitt Peak            | Spacewatch           |
| 342306 | 2008 TN61              | 2 d'octubre de 2008    | Kitt Peak            | Spacewatch           |
| 342307 | 2008 TX64              | 2 d'octubre de 2008    | Catalina             | CSS                  |
| 342308 | 2008 TG65              | 3 de setembre de 2008  | Kitt Peak            | Spacewatch           |
| 342309 | 2008 TZ65              | 2 d'octubre de 2008    | Catalina             | CSS                  |
| 342310 | 2008 TO66              | 2 d'octubre de 2008    | Kitt Peak            | Spacewatch           |
| 342311 | 2008 TQ66              | 2 d'octubre de 2008    | Kitt Peak            | Spacewatch           |
| 342312 | 2008 TT67              | 2 d'octubre de 2008    | Kitt Peak            | Spacewatch           |
| 342313 | 2008 TF69              | 23 de setembre de 2008 | Kitt Peak            | Spacewatch           |
| 342314 | 2008 TU70              | 2 d'octubre de 2008    | Kitt Peak            | Spacewatch           |
| 342315 | 2008 TS71              | 2 d'octubre de 2008    | Kitt Peak            | Spacewatch           |
| 342316 | 2008 TF72              | 2 d'octubre de 2008    | Kitt Peak            | Spacewatch           |
| 342317 | 2008 TL74              | 2 d'octubre de 2008    | Kitt Peak            | Spacewatch           |
| 342318 | 2008 TQ77              | 2 d'octubre de 2008    | Mount Lemmon         | Mt. Lemmon Survey    |
| 342319 | 2008 TS79              | 2 d'octubre de 2008    | Kitt Peak            | Spacewatch           |
| 342320 | 2008 TD80              | 22 d'agost de 2004     | Siding Spring        | Siding Spring Survey |
| 342321 | 2008 TJ83              | 3 d'octubre de 2008    | Kitt Peak            | Spacewatch           |
| 342322 | 2008 TJ84              | 3 d'octubre de 2008    | Kitt Peak            | Spacewatch           |
| 342323 | 2008 TL89              | 3 d'octubre de 2008    | Kitt Peak            | Spacewatch           |
| 342324 | 2008 TK92              | 4 d'octubre de 2008    | La Sagra             | La Sagra             |
| 342325 | 2008 TQ94              | 5 d'octubre de 2008    | La Sagra             | La Sagra             |
| 342326 | 2008 TT102             | 6 d'octubre de 2008    | Kitt Peak            | Spacewatch           |
| 342327 | 2008 TQ104             | 6 d'octubre de 2008    | Kitt Peak            | Spacewatch           |
| 342328 | 2008 TL105             | 6 d'octubre de 2008    | Kitt Peak            | Spacewatch           |
| 342329 | 2008 TS105             | 6 d'octubre de 2008    | Kitt Peak            | Spacewatch           |
| 342330 | 2008 TC111             | 6 d'octubre de 2008    | Catalina             | CSS                  |
| 342331 | 2008 TJ111             | 6 d'octubre de 2008    | Catalina             | CSS                  |
| 342332 | 2008 TL111             | 6 d'octubre de 2008    | Catalina             | CSS                  |
| 342333 | 2008 TL114             | 6 d'octubre de 2008    | Kitt Peak            | Spacewatch           |
| 342334 | 2008 TN114             | 23 de setembre de 2008 | Kitt Peak            | Spacewatch           |
| 342335 | 2008 TV117             | 6 d'octubre de 2008    | Mount Lemmon         | Mt. Lemmon Survey    |
| 342336 | 2008 TJ119             | 7 d'octubre de 2008    | Kitt Peak            | Spacewatch           |
| 342337 | 2008 TS119             | 7 d'octubre de 2008    | Kitt Peak            | Spacewatch           |
| 342338 | 2008 TE121             | 7 d'octubre de 2008    | Mount Lemmon         | Mt. Lemmon Survey    |
| 342339 | 2008 TN122             | 7 d'octubre de 2008    | Kitt Peak            | Spacewatch           |
| 342340 | 2008 TH126             | 6 de setembre de 2008  | Catalina             | CSS                  |
| 342341 | 2008 TD129             | 8 d'octubre de 2008    | Mount Lemmon         | Mt. Lemmon Survey    |
| 342342 | 2008 TM132             | 8 d'octubre de 2008    | Mount Lemmon         | Mt. Lemmon Survey    |
| 342343 | 2008 TV137             | 8 d'octubre de 2008    | Mount Lemmon         | Mt. Lemmon Survey    |
| 342344 | 2008 TD157             | 22 de setembre de 2008 | Kitt Peak            | Spacewatch           |
| 342345 | 2008 TZ157             | 4 d'octubre de 2008    | La Sagra             | La Sagra             |
| 342346 | 2008 TT158             | 10 d'octubre de 2008   | Kitt Peak            | Spacewatch           |
| 342347 | 2008 TS160             | 2 d'octubre de 2008    | Kitt Peak            | Spacewatch           |
| 342348 | 2008 TN162             | 4 d'octubre de 2008    | La Sagra             | La Sagra             |
| 342349 | 2008 TD166             | 6 d'octubre de 2008    | Mount Lemmon         | Mt. Lemmon Survey    |
| 342350 | 2008 TL168             | 1 d'octubre de 2008    | Mount Lemmon         | Mt. Lemmon Survey    |
| 342351 | 2008 TF169             | 7 d'octubre de 2008    | Catalina             | CSS                  |
| 342352 | 2008 TZ169             | 8 d'octubre de 2008    | Mount Lemmon         | Mt. Lemmon Survey    |
| 342353 | 2008 TG170             | 8 d'octubre de 2008    | Catalina             | CSS                  |
| 342354 | 2008 TU170             | 9 d'octubre de 2008    | Mount Lemmon         | Mt. Lemmon Survey    |
| 342355 | 2008 TD177             | 9 d'octubre de 2008    | Catalina             | CSS                  |
| 342356 | 2008 TB178             | 24 d'octubre de 2005   | Mauna Kea            | A. Boattini          |
| 342357 | 2008 TY180             | 8 d'octubre de 2008    | Catalina             | CSS                  |
| 342358 | 2008 TW181             | 1 d'octubre de 2008    | Kitt Peak            | Spacewatch           |
| 342359 | 2008 TB182             | 1 d'octubre de 2008    | Catalina             | CSS                  |
| 342360 | 2008 TF182             | 1 d'octubre de 2008    | Catalina             | CSS                  |
| 342361 | 2008 TW183             | 2 d'octubre de 2008    | Mount Lemmon         | Mt. Lemmon Survey    |
| 342362 | 2008 TH185             | 6 d'octubre de 2008    | Catalina             | CSS                  |
| 342363 | 2008 TK185             | 6 d'octubre de 2008    | Mount Lemmon         | Mt. Lemmon Survey    |
| 342364 | 2008 TR185             | 6 d'octubre de 2008    | Mount Lemmon         | Mt. Lemmon Survey    |
| 342365 | 2008 TX187             | 9 d'octubre de 2008    | Kitt Peak            | Spacewatch           |
| 342366 | 2008 TZ188             | 10 d'octubre de 2008   | Mount Lemmon         | Mt. Lemmon Survey    |
| 342367 | 2008 TK189             | 10 d'octubre de 2008   | Mount Lemmon         | Mt. Lemmon Survey    |
| 342368 | 2008 UJ2               | 20 d'octubre de 2008   | Majdanak             | Majdanak             |
| 342369 | 2008 UF4               | 24 d'octubre de 2008   | Sierra Stars         | F. Tozzi             |
| 342370 | 2008 UL4               | 24 d'octubre de 2008   | Sierra Stars         | F. Tozzi             |
| 342371 | 2008 UO5               | 25 d'octubre de 2008   | Great Shefford       | P. Birtwhistle       |
| 342372 | 2008 UQ5               | 25 d'octubre de 2008   | Dauban               | F. Kugel             |
| 342373 | 2008 UR9               | 17 d'octubre de 2008   | Kitt Peak            | Spacewatch           |
| 342374 | 2008 UH13              | 17 d'octubre de 2008   | Kitt Peak            | Spacewatch           |
| 342375 | 2008 UO14              | 18 d'octubre de 2008   | Kitt Peak            | Spacewatch           |
| 342376 | 2008 UX15              | 18 d'octubre de 2008   | Kitt Peak            | Spacewatch           |
| 342377 | 2008 UD19              | 19 d'octubre de 2008   | Kitt Peak            | Spacewatch           |
| 342378 | 2008 UY26              | 20 d'octubre de 2008   | Kitt Peak            | Spacewatch           |
| 342379 | 2008 UB29              | 20 d'octubre de 2008   | Kitt Peak            | Spacewatch           |
| 342380 | 2008 UU29              | 20 d'octubre de 2008   | Kitt Peak            | Spacewatch           |
| 342381 | 2008 UT30              | 20 d'octubre de 2008   | Kitt Peak            | Spacewatch           |
| 342382 | 2008 UF31              | 20 d'octubre de 2008   | Kitt Peak            | Spacewatch           |
| 342383 | 2008 UL32              | 20 d'octubre de 2008   | Kitt Peak            | Spacewatch           |
| 342384 | 2008 UV32              | 20 d'octubre de 2008   | Kitt Peak            | Spacewatch           |
| 342385 | 2008 UA34              | 20 d'octubre de 2008   | Kitt Peak            | Spacewatch           |
| 342386 | 2008 UK34              | 20 d'octubre de 2008   | Kitt Peak            | Spacewatch           |
| 342387 | 2008 UN34              | 20 d'octubre de 2008   | Kitt Peak            | Spacewatch           |
| 342388 | 2008 UT34              | 20 d'octubre de 2008   | Kitt Peak            | Spacewatch           |
| 342389 | 2008 UT38              | 20 d'octubre de 2008   | Kitt Peak            | Spacewatch           |
| 342390 | 2008 UP40              | 20 d'octubre de 2008   | Kitt Peak            | Spacewatch           |
| 342391 | 2008 UG41              | 20 d'octubre de 2008   | Kitt Peak            | Spacewatch           |
| 342392 | 2008 UK41              | 20 d'octubre de 2008   | Kitt Peak            | Spacewatch           |
| 342393 | 2008 UV42              | 20 d'octubre de 2008   | Kitt Peak            | Spacewatch           |
| 342394 | 2008 UR48              | 20 d'octubre de 2008   | Kitt Peak            | Spacewatch           |
| 342395 | 2008 UU48              | 20 d'octubre de 2008   | Kitt Peak            | Spacewatch           |
| 342396 | 2008 UV50              | 20 d'octubre de 2008   | Mount Lemmon         | Mt. Lemmon Survey    |
| 342397 | 2008 UB51              | 20 d'octubre de 2008   | Mount Lemmon         | Mt. Lemmon Survey    |
| 342398 | 2008 UL52              | 20 d'octubre de 2008   | Kitt Peak            | Spacewatch           |
| 342399 | 2008 US52              | 20 d'octubre de 2008   | Mount Lemmon         | Mt. Lemmon Survey    |
| 342400 | 2008 UO53              | 9 de setembre de 2008  | Mount Lemmon         | Mt. Lemmon Survey    |

## 342401-342500
| Nom         | Designació provisional | Data de descobriment   | Lloc de descobriment | Descobridor/s     |
| ----------- | ---------------------- | ---------------------- | -------------------- | ----------------- |
| 342401      | 2008 UG54              | 20 d'octubre de 2008   | Kitt Peak            | Spacewatch        |
| 342402      | 2008 UY54              | 20 d'octubre de 2008   | Lulin                | LUSS              |
| 342403      | 2008 UD56              | 21 d'octubre de 2008   | Kitt Peak            | Spacewatch        |
| 342404      | 2008 UQ56              | 21 d'octubre de 2008   | Mount Lemmon         | Mt. Lemmon Survey |
| 342405      | 2008 UX56              | 21 d'octubre de 2008   | Mount Lemmon         | Mt. Lemmon Survey |
| 342406      | 2008 UL57              | 21 d'octubre de 2008   | Kitt Peak            | Spacewatch        |
| 342407      | 2008 UG58              | 21 d'octubre de 2008   | Kitt Peak            | Spacewatch        |
| 342408      | 2008 UM58              | 21 d'octubre de 2008   | Mount Lemmon         | Mt. Lemmon Survey |
| 342409      | 2008 UP58              | 21 d'octubre de 2008   | Mount Lemmon         | Mt. Lemmon Survey |
| 342410      | 2008 UD59              | 21 d'octubre de 2008   | Kitt Peak            | Spacewatch        |
| 342411      | 2008 UJ65              | 21 d'octubre de 2008   | Kitt Peak            | Spacewatch        |
| 342412      | 2008 UL65              | 21 d'octubre de 2008   | Kitt Peak            | Spacewatch        |
| 342413      | 2008 UH66              | 21 d'octubre de 2008   | Kitt Peak            | Spacewatch        |
| 342414      | 2008 UW66              | 21 d'octubre de 2008   | Kitt Peak            | Spacewatch        |
| 342415      | 2008 UP67              | 21 d'octubre de 2008   | Kitt Peak            | Spacewatch        |
| 342416      | 2008 UM70              | 21 d'octubre de 2008   | Kitt Peak            | Spacewatch        |
| 342417      | 2008 UO70              | 21 d'octubre de 2008   | Kitt Peak            | Spacewatch        |
| 342418      | 2008 UG71              | 21 d'octubre de 2008   | Mount Lemmon         | Mt. Lemmon Survey |
| 342419      | 2008 UK72              | 21 d'octubre de 2008   | Mount Lemmon         | Mt. Lemmon Survey |
| 342420      | 2008 UM72              | 21 d'octubre de 2008   | Mount Lemmon         | Mt. Lemmon Survey |
| 342421      | 2008 UW73              | 21 d'octubre de 2008   | Kitt Peak            | Spacewatch        |
| 342422      | 2008 US75              | 21 d'octubre de 2008   | Kitt Peak            | Spacewatch        |
| 342423      | 2008 UG76              | 21 d'octubre de 2008   | Kitt Peak            | Spacewatch        |
| 342424      | 2008 UB77              | 21 d'octubre de 2008   | Kitt Peak            | Spacewatch        |
| 342425      | 2008 UP77              | 21 d'octubre de 2008   | Kitt Peak            | Spacewatch        |
| 342426      | 2008 UA80              | 23 de setembre de 2008 | Mount Lemmon         | Mt. Lemmon Survey |
| 342427      | 2008 UM84              | 23 d'octubre de 2008   | Kitt Peak            | Spacewatch        |
| 342428      | 2008 UG87              | 23 d'octubre de 2008   | Mount Lemmon         | Mt. Lemmon Survey |
| 342429      | 2008 UP87              | 23 d'octubre de 2008   | Lulin                | LUSS              |
| 342430      | 2008 UN89              | 24 d'octubre de 2008   | Mount Lemmon         | Mt. Lemmon Survey |
| 342431 Hilo | 2008 UQ90              | 25 d'octubre de 2008   | Heppenheim           | Starkenburg       |
| 342432      | 2008 UC91              | 29 de setembre de 2008 | Catalina             | CSS               |
| 342433      | 2008 UU92              | 24 d'octubre de 2008   | Socorro              | LINEAR            |
| 342434      | 2008 UE93              | 15 de març de 2007     | Mount Lemmon         | Mt. Lemmon Survey |
| 342435      | 2008 UL93              | 25 d'octubre de 2008   | Socorro              | LINEAR            |
| 342436      | 2008 UT93              | 25 d'octubre de 2008   | Socorro              | LINEAR            |
| 342437      | 2008 UA94              | 25 d'octubre de 2008   | Socorro              | LINEAR            |
| 342438      | 2008 UH94              | 26 d'octubre de 2008   | Socorro              | LINEAR            |
| 342439      | 2008 UN94              | 26 d'octubre de 2008   | Socorro              | LINEAR            |
| 342440      | 2008 UR94              | 28 d'octubre de 2008   | Kachina              | J. Hobart         |
| 342441      | 2008 UR95              | 25 d'octubre de 2008   | Kitt Peak            | Spacewatch        |
| 342442      | 2008 UY95              | 22 de setembre de 2008 | Kitt Peak            | Spacewatch        |
| 342443      | 2008 UE98              | 26 d'octubre de 2008   | Socorro              | LINEAR            |
| 342444      | 2008 UJ98              | 26 d'octubre de 2008   | Socorro              | LINEAR            |
| 342445      | 2008 UR98              | 26 d'octubre de 2008   | Socorro              | LINEAR            |
| 342446      | 2008 UU98              | 25 d'octubre de 2008   | Catalina             | CSS               |
| 342447      | 2008 UA99              | 28 d'octubre de 2008   | Socorro              | LINEAR            |
| 342448      | 2008 UA100             | 27 d'octubre de 2008   | Bisei SG Center      | BATTeRS           |
| 342449      | 2008 UE101             | 20 d'octubre de 2008   | Kitt Peak            | Spacewatch        |
| 342450      | 2008 UF110             | 22 d'octubre de 2008   | Kitt Peak            | Spacewatch        |
| 342451      | 2008 US110             | 22 d'octubre de 2008   | Kitt Peak            | Spacewatch        |
| 342452      | 2008 UW110             | 22 d'octubre de 2008   | Kitt Peak            | Spacewatch        |
| 342453      | 2008 UA111             | 22 d'octubre de 2008   | Kitt Peak            | Spacewatch        |
| 342454      | 2008 UG111             | 22 d'octubre de 2008   | Kitt Peak            | Spacewatch        |
| 342455      | 2008 UA112             | 22 d'octubre de 2008   | Kitt Peak            | Spacewatch        |
| 342456      | 2008 UP112             | 22 d'octubre de 2008   | Kitt Peak            | Spacewatch        |
| 342457      | 2008 UQ112             | 22 d'octubre de 2008   | Kitt Peak            | Spacewatch        |
| 342458      | 2008 UF115             | 22 d'octubre de 2008   | Kitt Peak            | Spacewatch        |
| 342459      | 2008 UO115             | 22 d'octubre de 2008   | Kitt Peak            | Spacewatch        |
| 342460      | 2008 UE116             | 22 d'octubre de 2008   | Kitt Peak            | Spacewatch        |
| 342461      | 2008 UH119             | 22 d'octubre de 2008   | Kitt Peak            | Spacewatch        |
| 342462      | 2008 UH121             | 22 d'octubre de 2008   | Kitt Peak            | Spacewatch        |
| 342463      | 2008 UK122             | 22 d'octubre de 2008   | Kitt Peak            | Spacewatch        |
| 342464      | 2008 UY122             | 22 d'octubre de 2008   | Kitt Peak            | Spacewatch        |
| 342465      | 2008 UB123             | 22 d'octubre de 2008   | Kitt Peak            | Spacewatch        |
| 342466      | 2008 UC123             | 22 d'octubre de 2008   | Kitt Peak            | Spacewatch        |
| 342467      | 2008 UD124             | 22 d'octubre de 2008   | Kitt Peak            | Spacewatch        |
| 342468      | 2008 UU124             | 22 d'octubre de 2008   | Kitt Peak            | Spacewatch        |
| 342469      | 2008 UH125             | 22 d'octubre de 2008   | Kitt Peak            | Spacewatch        |
| 342470      | 2008 UM126             | 22 d'octubre de 2008   | Kitt Peak            | Spacewatch        |
| 342471      | 2008 UU127             | 22 d'octubre de 2008   | Kitt Peak            | Spacewatch        |
| 342472      | 2008 UE129             | 23 d'octubre de 2008   | Kitt Peak            | Spacewatch        |
| 342473      | 2008 UB137             | 23 d'octubre de 2008   | Kitt Peak            | Spacewatch        |
| 342474      | 2008 UJ140             | 23 d'octubre de 2008   | Kitt Peak            | Spacewatch        |
| 342475      | 2008 UB142             | 23 d'octubre de 2008   | Kitt Peak            | Spacewatch        |
| 342476      | 2008 UA143             | 2 d'octubre de 2008    | Mount Lemmon         | Mt. Lemmon Survey |
| 342477      | 2008 UR144             | 23 d'octubre de 2008   | Kitt Peak            | Spacewatch        |
| 342478      | 2008 UD147             | 23 d'octubre de 2008   | Kitt Peak            | Spacewatch        |
| 342479      | 2008 UG147             | 23 d'octubre de 2008   | Kitt Peak            | Spacewatch        |
| 342480      | 2008 UL147             | 23 d'octubre de 2008   | Kitt Peak            | Spacewatch        |
| 342481      | 2008 UG148             | 23 d'octubre de 2008   | Kitt Peak            | Spacewatch        |
| 342482      | 2008 UX148             | 23 d'octubre de 2008   | Kitt Peak            | Spacewatch        |
| 342483      | 2008 UP150             | 23 d'octubre de 2008   | Mount Lemmon         | Mt. Lemmon Survey |
| 342484      | 2008 UG151             | 23 d'octubre de 2008   | Kitt Peak            | Spacewatch        |
| 342485      | 2008 UN153             | 23 d'octubre de 2008   | Mount Lemmon         | Mt. Lemmon Survey |
| 342486      | 2008 UC158             | 23 d'octubre de 2008   | Mount Lemmon         | Mt. Lemmon Survey |
| 342487      | 2008 UP158             | 23 d'octubre de 2008   | Kitt Peak            | Spacewatch        |
| 342488      | 2008 UW158             | 23 d'octubre de 2008   | Kitt Peak            | Spacewatch        |
| 342489      | 2008 UV159             | 23 d'octubre de 2008   | Kitt Peak            | Spacewatch        |
| 342490      | 2008 UM160             | 23 d'octubre de 2008   | Kitt Peak            | Spacewatch        |
| 342491      | 2008 UK162             | 5 de gener de 2006     | Mount Lemmon         | Mt. Lemmon Survey |
| 342492      | 2008 UM163             | 24 d'octubre de 2008   | Kitt Peak            | Spacewatch        |
| 342493      | 2008 UB166             | 24 d'octubre de 2008   | Kitt Peak            | Spacewatch        |
| 342494      | 2008 UW169             | 24 d'octubre de 2008   | Catalina             | CSS               |
| 342495      | 2008 UD170             | 24 d'octubre de 2008   | Catalina             | CSS               |
| 342496      | 2008 UQ171             | 24 d'octubre de 2008   | Kitt Peak            | Spacewatch        |
| 342497      | 2008 UL172             | 24 d'octubre de 2008   | Kitt Peak            | Spacewatch        |
| 342498      | 2008 UQ172             | 24 d'octubre de 2008   | Kitt Peak            | Spacewatch        |
| 342499      | 2008 UD173             | 24 d'octubre de 2008   | Kitt Peak            | Spacewatch        |
| 342500      | 2008 UX173             | 26 de maig de 2007     | Mount Lemmon         | Mt. Lemmon Survey |

## 342501-342600
| Nom    | Designació provisional | Data de descobriment   | Lloc de descobriment | Descobridor/s     |
| ------ | ---------------------- | ---------------------- | -------------------- | ----------------- |
| 342501 | 2008 UT174             | 24 d'octubre de 2008   | Catalina             | CSS               |
| 342502 | 2008 UN176             | 24 d'octubre de 2008   | Mount Lemmon         | Mt. Lemmon Survey |
| 342503 | 2008 UE181             | 24 d'octubre de 2008   | Mount Lemmon         | Mt. Lemmon Survey |
| 342504 | 2008 UB183             | 24 d'octubre de 2008   | Mount Lemmon         | Mt. Lemmon Survey |
| 342505 | 2008 UW183             | 24 d'octubre de 2008   | Mount Lemmon         | Mt. Lemmon Survey |
| 342506 | 2008 UL185             | 24 d'octubre de 2008   | Kitt Peak            | Spacewatch        |
| 342507 | 2008 UP185             | 24 d'octubre de 2008   | Kitt Peak            | Spacewatch        |
| 342508 | 2008 UW185             | 24 d'octubre de 2008   | Kitt Peak            | Spacewatch        |
| 342509 | 2008 UC186             | 24 d'octubre de 2008   | Mount Lemmon         | Mt. Lemmon Survey |
| 342510 | 2008 UH186             | 24 d'octubre de 2008   | Kitt Peak            | Spacewatch        |
| 342511 | 2008 UQ186             | 24 d'octubre de 2008   | Kitt Peak            | Spacewatch        |
| 342512 | 2008 UE191             | 25 d'octubre de 2008   | Mount Lemmon         | Mt. Lemmon Survey |
| 342513 | 2008 UF191             | 25 d'octubre de 2008   | Mount Lemmon         | Mt. Lemmon Survey |
| 342514 | 2008 UE197             | 27 d'octubre de 2008   | Mount Lemmon         | Mt. Lemmon Survey |
| 342515 | 2008 UL198             | 26 d'octubre de 2008   | Socorro              | LINEAR            |
| 342516 | 2008 UA199             | 27 d'octubre de 2008   | Socorro              | LINEAR            |
| 342517 | 2008 UM199             | 31 d'octubre de 2008   | Mount Lemmon         | Mt. Lemmon Survey |
| 342518 | 2008 UY199             | 31 d'octubre de 2008   | Sandlot              | G. Hug            |
| 342519 | 2008 UA201             | 28 d'octubre de 2008   | Socorro              | LINEAR            |
| 342520 | 2008 UW201             | 31 d'octubre de 2008   | Socorro              | LINEAR            |
| 342521 | 2008 UA203             | 28 d'octubre de 2008   | Socorro              | LINEAR            |
| 342522 | 2008 UX203             | 28 d'octubre de 2008   | Socorro              | LINEAR            |
| 342523 | 2008 UK204             | 26 d'octubre de 2008   | Kitt Peak            | Spacewatch        |
| 342524 | 2008 UQ204             | 27 d'octubre de 2008   | Socorro              | LINEAR            |
| 342525 | 2008 UG205             | 27 d'octubre de 2008   | Catalina             | CSS               |
| 342526 | 2008 UZ205             | 22 d'octubre de 2008   | Kitt Peak            | Spacewatch        |
| 342527 | 2008 UH206             | 22 d'octubre de 2008   | Mount Lemmon         | Mt. Lemmon Survey |
| 342528 | 2008 UW208             | 23 d'octubre de 2008   | Kitt Peak            | Spacewatch        |
| 342529 | 2008 UH209             | 23 d'octubre de 2008   | Kitt Peak            | Spacewatch        |
| 342530 | 2008 UK214             | 24 d'octubre de 2008   | Catalina             | CSS               |
| 342531 | 2008 UB215             | 10 d'octubre de 2008   | Catalina             | CSS               |
| 342532 | 2008 UF216             | 24 d'octubre de 2008   | Kitt Peak            | Spacewatch        |
| 342533 | 2008 UU217             | 25 d'octubre de 2008   | Kitt Peak            | Spacewatch        |
| 342534 | 2008 UE218             | 25 d'octubre de 2008   | Kitt Peak            | Spacewatch        |
| 342535 | 2008 UO218             | 25 d'octubre de 2008   | Kitt Peak            | Spacewatch        |
| 342536 | 2008 UQ218             | 25 d'octubre de 2008   | Kitt Peak            | Spacewatch        |
| 342537 | 2008 UR219             | 25 d'octubre de 2008   | Kitt Peak            | Spacewatch        |
| 342538 | 2008 UT220             | 25 d'octubre de 2008   | Kitt Peak            | Spacewatch        |
| 342539 | 2008 UR222             | 25 d'octubre de 2008   | Kitt Peak            | Spacewatch        |
| 342540 | 2008 UA223             | 25 d'octubre de 2008   | Kitt Peak            | Spacewatch        |
| 342541 | 2008 UC223             | 25 d'octubre de 2008   | Kitt Peak            | Spacewatch        |
| 342542 | 2008 UY225             | 25 d'octubre de 2008   | Catalina             | CSS               |
| 342543 | 2008 UC227             | 25 d'octubre de 2008   | Kitt Peak            | Spacewatch        |
| 342544 | 2008 UD227             | 25 d'octubre de 2008   | Kitt Peak            | Spacewatch        |
| 342545 | 2008 US227             | 25 d'octubre de 2008   | Kitt Peak            | Spacewatch        |
| 342546 | 2008 UG228             | 4 d'octubre de 1994    | Kitt Peak            | Spacewatch        |
| 342547 | 2008 UR230             | 26 d'octubre de 2008   | Kitt Peak            | Spacewatch        |
| 342548 | 2008 US232             | 25 de desembre de 2005 | Mount Lemmon         | Mt. Lemmon Survey |
| 342549 | 2008 UM233             | 26 d'octubre de 2008   | Kitt Peak            | Spacewatch        |
| 342550 | 2008 UO236             | 26 d'octubre de 2008   | Kitt Peak            | Spacewatch        |
| 342551 | 2008 UA239             | 26 d'octubre de 2008   | Kitt Peak            | Spacewatch        |
| 342552 | 2008 UV240             | 26 d'octubre de 2008   | Kitt Peak            | Spacewatch        |
| 342553 | 2008 UV241             | 26 d'octubre de 2008   | Mount Lemmon         | Mt. Lemmon Survey |
| 342554 | 2008 UN242             | 26 d'octubre de 2008   | Kitt Peak            | Spacewatch        |
| 342555 | 2008 UO242             | 26 d'octubre de 2008   | Kitt Peak            | Spacewatch        |
| 342556 | 2008 UT244             | 26 d'octubre de 2008   | Catalina             | CSS               |
| 342557 | 2008 UN245             | 26 d'octubre de 2008   | Kitt Peak            | Spacewatch        |
| 342558 | 2008 UW245             | 26 d'octubre de 2008   | Kitt Peak            | Spacewatch        |
| 342559 | 2008 UT247             | 26 d'octubre de 2008   | Kitt Peak            | Spacewatch        |
| 342560 | 2008 UG248             | 26 d'octubre de 2008   | Kitt Peak            | Spacewatch        |
| 342561 | 2008 UL250             | 27 d'octubre de 2008   | Kitt Peak            | Spacewatch        |
| 342562 | 2008 UB251             | 27 d'octubre de 2008   | Kitt Peak            | Spacewatch        |
| 342563 | 2008 UG251             | 27 d'octubre de 2008   | Kitt Peak            | Spacewatch        |
| 342564 | 2008 US251             | 27 d'octubre de 2008   | Kitt Peak            | Spacewatch        |
| 342565 | 2008 UP252             | 27 d'octubre de 2008   | Kitt Peak            | Spacewatch        |
| 342566 | 2008 UM254             | 27 d'octubre de 2008   | Kitt Peak            | Spacewatch        |
| 342567 | 2008 UW254             | 27 d'octubre de 2008   | Kitt Peak            | Spacewatch        |
| 342568 | 2008 UK255             | 27 d'octubre de 2008   | Kitt Peak            | Spacewatch        |
| 342569 | 2008 UX255             | 27 d'octubre de 2008   | Kitt Peak            | Spacewatch        |
| 342570 | 2008 UY257             | 27 d'octubre de 2008   | Kitt Peak            | Spacewatch        |
| 342571 | 2008 UH259             | 27 d'octubre de 2008   | Kitt Peak            | Spacewatch        |
| 342572 | 2008 UQ259             | 27 d'octubre de 2008   | Kitt Peak            | Spacewatch        |
| 342573 | 2008 UN261             | 27 d'octubre de 2008   | Mount Lemmon         | Mt. Lemmon Survey |
| 342574 | 2008 UB262             | 27 d'octubre de 2008   | Kitt Peak            | Spacewatch        |
| 342575 | 2008 UC264             | 28 d'octubre de 2008   | Mount Lemmon         | Mt. Lemmon Survey |
| 342576 | 2008 UP264             | 28 d'octubre de 2008   | Kitt Peak            | Spacewatch        |
| 342577 | 2008 UV266             | 28 d'octubre de 2008   | Kitt Peak            | Spacewatch        |
| 342578 | 2008 UW266             | 28 d'octubre de 2008   | Kitt Peak            | Spacewatch        |
| 342579 | 2008 UR267             | 28 d'octubre de 2008   | Kitt Peak            | Spacewatch        |
| 342580 | 2008 UK268             | 28 d'octubre de 2008   | Kitt Peak            | Spacewatch        |
| 342581 | 2008 UG269             | 28 d'octubre de 2008   | Kitt Peak            | Spacewatch        |
| 342582 | 2008 UP270             | 28 d'octubre de 2008   | Catalina             | CSS               |
| 342583 | 2008 UF273             | 28 d'octubre de 2008   | Mount Lemmon         | Mt. Lemmon Survey |
| 342584 | 2008 UG277             | 28 d'octubre de 2008   | Mount Lemmon         | Mt. Lemmon Survey |
| 342585 | 2008 UO278             | 28 d'octubre de 2008   | Mount Lemmon         | Mt. Lemmon Survey |
| 342586 | 2008 UQ279             | 28 d'octubre de 2008   | Mount Lemmon         | Mt. Lemmon Survey |
| 342587 | 2008 UU283             | 24 de setembre de 2008 | Mount Lemmon         | Mt. Lemmon Survey |
| 342588 | 2008 UQ288             | 28 d'octubre de 2008   | Mount Lemmon         | Mt. Lemmon Survey |
| 342589 | 2008 UH289             | 28 d'octubre de 2008   | Kitt Peak            | Spacewatch        |
| 342590 | 2008 UB292             | 29 d'octubre de 2008   | Kitt Peak            | Spacewatch        |
| 342591 | 2008 UH300             | 29 d'octubre de 2008   | Kitt Peak            | Spacewatch        |
| 342592 | 2008 UP300             | 29 d'octubre de 2008   | Catalina             | CSS               |
| 342593 | 2008 UF301             | 29 d'octubre de 2008   | Kitt Peak            | Spacewatch        |
| 342594 | 2008 UF302             | 29 d'octubre de 2008   | Kitt Peak            | Spacewatch        |
| 342595 | 2008 UM302             | 29 d'octubre de 2008   | Kitt Peak            | Spacewatch        |
| 342596 | 2008 UP302             | 29 d'octubre de 2008   | Kitt Peak            | Spacewatch        |
| 342597 | 2008 UQ303             | 29 d'octubre de 2008   | Kitt Peak            | Spacewatch        |
| 342598 | 2008 UE308             | 30 d'octubre de 2008   | Kitt Peak            | Spacewatch        |
| 342599 | 2008 UT308             | 30 d'octubre de 2008   | Kitt Peak            | Spacewatch        |
| 342600 | 2008 UW310             | 30 d'octubre de 2008   | Catalina             | CSS               |

## 342601-342700
| Nom    | Designació provisional | Data de descobriment   | Lloc de descobriment | Descobridor/s        |
| ------ | ---------------------- | ---------------------- | -------------------- | -------------------- |
| 342601 | 2008 UW313             | 30 d'octubre de 2008   | Mount Lemmon         | Mt. Lemmon Survey    |
| 342602 | 2008 UF315             | 30 d'octubre de 2008   | Kitt Peak            | Spacewatch           |
| 342603 | 2008 UW315             | 30 d'octubre de 2008   | Kitt Peak            | Spacewatch           |
| 342604 | 2008 UY320             | 31 d'octubre de 2008   | Mount Lemmon         | Mt. Lemmon Survey    |
| 342605 | 2008 UC321             | 31 d'octubre de 2008   | Mount Lemmon         | Mt. Lemmon Survey    |
| 342606 | 2008 UA322             | 31 d'octubre de 2008   | Mount Lemmon         | Mt. Lemmon Survey    |
| 342607 | 2008 UV322             | 31 d'octubre de 2008   | Mount Lemmon         | Mt. Lemmon Survey    |
| 342608 | 2008 UM323             | 31 d'octubre de 2008   | Catalina             | CSS                  |
| 342609 | 2008 UL324             | 31 d'octubre de 2008   | Kitt Peak            | Spacewatch           |
| 342610 | 2008 UO325             | 15 de desembre de 2004 | Socorro              | LINEAR               |
| 342611 | 2008 UE327             | 25 d'octubre de 2008   | Siding Spring        | Siding Spring Survey |
| 342612 | 2008 UN327             | 30 d'octubre de 2008   | Catalina             | CSS                  |
| 342613 | 2008 UO331             | 31 d'octubre de 2008   | Catalina             | CSS                  |
| 342614 | 2008 UH335             | 22 d'octubre de 2008   | Kitt Peak            | Spacewatch           |
| 342615 | 2008 UN336             | 23 d'octubre de 2008   | Kitt Peak            | Spacewatch           |
| 342616 | 2008 UJ338             | 21 d'octubre de 2008   | Kitt Peak            | Spacewatch           |
| 342617 | 2008 UF339             | 23 d'octubre de 2008   | Kitt Peak            | Spacewatch           |
| 342618 | 2008 UV339             | 23 d'octubre de 2008   | Kitt Peak            | Spacewatch           |
| 342619 | 2008 UR340             | 24 d'octubre de 2008   | Catalina             | CSS                  |
| 342620 | 2008 UL341             | 25 d'octubre de 2008   | La Canada            | La Canada            |
| 342621 | 2008 UR341             | 26 d'octubre de 2008   | Kitt Peak            | Spacewatch           |
| 342622 | 2008 UV341             | 27 d'octubre de 2008   | Kitt Peak            | Spacewatch           |
| 342623 | 2008 UC342             | 28 d'octubre de 2008   | Kitt Peak            | Spacewatch           |
| 342624 | 2008 UM342             | 28 d'octubre de 2008   | Mount Lemmon         | Mt. Lemmon Survey    |
| 342625 | 2008 UP342             | 28 d'octubre de 2008   | Mount Lemmon         | Mt. Lemmon Survey    |
| 342626 | 2008 UL343             | 24 d'octubre de 2008   | Catalina             | CSS                  |
| 342627 | 2008 UR343             | 22 d'octubre de 2008   | Kitt Peak            | Spacewatch           |
| 342628 | 2008 UT344             | 30 d'octubre de 2008   | Kitt Peak            | Spacewatch           |
| 342629 | 2008 UD346             | 31 d'octubre de 2008   | Mount Lemmon         | Mt. Lemmon Survey    |
| 342630 | 2008 UL346             | 30 d'octubre de 2008   | Mount Lemmon         | Mt. Lemmon Survey    |
| 342631 | 2008 UN346             | 31 d'octubre de 2008   | Mount Lemmon         | Mt. Lemmon Survey    |
| 342632 | 2008 UV349             | 28 d'octubre de 2008   | Mount Lemmon         | Mt. Lemmon Survey    |
| 342633 | 2008 UB352             | 30 d'octubre de 2008   | Catalina             | CSS                  |
| 342634 | 2008 UU352             | 27 d'octubre de 2008   | Mount Lemmon         | Mt. Lemmon Survey    |
| 342635 | 2008 UF353             | 20 d'octubre de 2008   | Kitt Peak            | Spacewatch           |
| 342636 | 2008 UR353             | 20 d'octubre de 2008   | Kitt Peak            | Spacewatch           |
| 342637 | 2008 UR354             | 27 d'octubre de 2008   | Mount Lemmon         | Mt. Lemmon Survey    |
| 342638 | 2008 UW355             | 27 d'octubre de 2008   | Kitt Peak            | Spacewatch           |
| 342639 | 2008 UZ355             | 23 d'octubre de 2008   | Kitt Peak            | Spacewatch           |
| 342640 | 2008 UD356             | 20 d'octubre de 2008   | Mount Lemmon         | Mt. Lemmon Survey    |
| 342641 | 2008 UM356             | 23 d'octubre de 2008   | Kitt Peak            | Spacewatch           |
| 342642 | 2008 UA358             | 25 d'octubre de 2008   | Kitt Peak            | Spacewatch           |
| 342643 | 2008 UG360             | 21 d'octubre de 2008   | Kitt Peak            | Spacewatch           |
| 342644 | 2008 UZ363             | 26 d'octubre de 2008   | Catalina             | CSS                  |
| 342645 | 2008 UV364             | 29 d'octubre de 2008   | Catalina             | CSS                  |
| 342646 | 2008 UE367             | 24 d'octubre de 2008   | Socorro              | LINEAR               |
| 342647 | 2008 UM368             | 24 d'octubre de 2008   | Catalina             | CSS                  |
| 342648 | 2008 UP369             | 29 d'octubre de 2008   | Socorro              | LINEAR               |
| 342649 | 2008 UP370             | 29 d'octubre de 2008   | Kitt Peak            | Spacewatch           |
| 342650 | 2008 VQ1               | 2 de novembre de 2008  | Socorro              | LINEAR               |
| 342651 | 2008 VR1               | 2 de novembre de 2008  | Socorro              | LINEAR               |
| 342652 | 2008 VW2               | 2 de novembre de 2008  | Socorro              | LINEAR               |
| 342653 | 2008 VG3               | 6 d'octubre de 2008    | La Sagra             | La Sagra             |
| 342654 | 2008 VJ3               | 29 de setembre de 2008 | Mount Lemmon         | Mt. Lemmon Survey    |
| 342655 | 2008 VO3               | 3 de novembre de 2008  | Socorro              | LINEAR               |
| 342656 | 2008 VV3               | 4 de novembre de 2008  | Vail-Jarnac          | Jarnac               |
| 342657 | 2008 VW3               | 4 de novembre de 2008  | Vail-Jarnac          | Jarnac               |
| 342658 | 2008 VC4               | 4 de novembre de 2008  | Bisei SG Center      | BATTeRS              |
| 342659 | 2008 VP4               | 4 de novembre de 2008  | Vail-Jarnac          | Jarnac               |
| 342660 | 2008 VW4               | 6 de novembre de 2008  | Nazaret              | G. Muler             |
| 342661 | 2008 VK6               | 1 de novembre de 2008  | Kitt Peak            | Spacewatch           |
| 342662 | 2008 VR10              | 2 de novembre de 2008  | Mount Lemmon         | Mt. Lemmon Survey    |
| 342663 | 2008 VB12              | 2 de novembre de 2008  | Mount Lemmon         | Mt. Lemmon Survey    |
| 342664 | 2008 VZ12              | 3 de novembre de 2008  | Mount Lemmon         | Mt. Lemmon Survey    |
| 342665 | 2008 VB13              | 3 de novembre de 2008  | Kitt Peak            | Spacewatch           |
| 342666 | 2008 VC13              | 6 de novembre de 2008  | Andrushivka          | Andrushivka          |
| 342667 | 2008 VM13              | 2 de desembre de 2004  | Catalina             | CSS                  |
| 342668 | 2008 VZ14              | 7 de novembre de 2008  | Mount Lemmon         | Mt. Lemmon Survey    |
| 342669 | 2008 VP15              | 1 de novembre de 2008  | Kitt Peak            | Spacewatch           |
| 342670 | 2008 VQ15              | 1 de novembre de 2008  | Kitt Peak            | Spacewatch           |
| 342671 | 2008 VQ16              | 20 d'octubre de 2008   | Kitt Peak            | Spacewatch           |
| 342672 | 2008 VY25              | 2 de novembre de 2008  | Kitt Peak            | Spacewatch           |
| 342673 | 2008 VD31              | 12 de maig de 2007     | Kitt Peak            | Spacewatch           |
| 342674 | 2008 VE35              | 2 de novembre de 2008  | Mount Lemmon         | Mt. Lemmon Survey    |
| 342675 | 2008 VU35              | 2 de novembre de 2008  | Kitt Peak            | Spacewatch           |
| 342676 | 2008 VD36              | 9 d'abril de 2006      | Kitt Peak            | Spacewatch           |
| 342677 | 2008 VC38              | 2 de novembre de 2008  | Mount Lemmon         | Mt. Lemmon Survey    |
| 342678 | 2008 VV38              | 2 de novembre de 2008  | Kitt Peak            | Spacewatch           |
| 342679 | 2008 VL39              | 2 de novembre de 2008  | Kitt Peak            | Spacewatch           |
| 342680 | 2008 VN41              | 3 de novembre de 2008  | Catalina             | CSS                  |
| 342681 | 2008 VT46              | 3 de novembre de 2008  | Kitt Peak            | Spacewatch           |
| 342682 | 2008 VT50              | 4 de novembre de 2008  | Catalina             | CSS                  |
| 342683 | 2008 VW52              | 6 de novembre de 2008  | Mount Lemmon         | Mt. Lemmon Survey    |
| 342684 | 2008 VB53              | 6 de novembre de 2008  | Mount Lemmon         | Mt. Lemmon Survey    |
| 342685 | 2008 VL53              | 6 de novembre de 2008  | Catalina             | CSS                  |
| 342686 | 2008 VX57              | 6 de novembre de 2008  | Catalina             | CSS                  |
| 342687 | 2008 VL59              | 22 de setembre de 2008 | Mount Lemmon         | Mt. Lemmon Survey    |
| 342688 | 2008 VZ60              | 8 de novembre de 2008  | Mount Lemmon         | Mt. Lemmon Survey    |
| 342689 | 2008 VZ61              | 2 d'octubre de 2008    | Mount Lemmon         | Mt. Lemmon Survey    |
| 342690 | 2008 VK64              | 10 de novembre de 2008 | La Sagra             | La Sagra             |
| 342691 | 2008 VQ64              | 10 de novembre de 2008 | La Sagra             | La Sagra             |
| 342692 | 2008 VT66              | 3 de novembre de 2008  | Kitt Peak            | Spacewatch           |
| 342693 | 2008 VV67              | 9 de novembre de 2008  | Kitt Peak            | Spacewatch           |
| 342694 | 2008 VQ69              | 8 de novembre de 2008  | Kitt Peak            | Spacewatch           |
| 342695 | 2008 VD71              | 9 de novembre de 2008  | Kitt Peak            | Spacewatch           |
| 342696 | 2008 VR71              | 2 de novembre de 2008  | Mount Lemmon         | Mt. Lemmon Survey    |
| 342697 | 2008 VS71              | 6 de novembre de 2008  | Kitt Peak            | Spacewatch           |
| 342698 | 2008 VB72              | 3 de novembre de 2008  | Catalina             | CSS                  |
| 342699 | 2008 VO72              | 7 de novembre de 2008  | Mount Lemmon         | Mt. Lemmon Survey    |
| 342700 | 2008 VH73              | 3 de novembre de 2008  | Kitt Peak            | Spacewatch           |

## 342701-342800
| Nom    | Designació provisional | Data de descobriment   | Lloc de descobriment | Descobridor/s          |
| ------ | ---------------------- | ---------------------- | -------------------- | ---------------------- |
| 342701 | 2008 VH75              | 3 de novembre de 2008  | Catalina             | CSS                    |
| 342702 | 2008 VW77              | 6 de novembre de 2008  | Mount Lemmon         | Mt. Lemmon Survey      |
| 342703 | 2008 VP78              | 7 de novembre de 2008  | Mount Lemmon         | Mt. Lemmon Survey      |
| 342704 | 2008 VJ79              | 2 de novembre de 2008  | Mount Lemmon         | Mt. Lemmon Survey      |
| 342705 | 2008 VS79              | 18 de setembre de 2003 | Palomar              | NEAT                   |
| 342706 | 2008 VD80              | 6 de novembre de 2008  | Kitt Peak            | Spacewatch             |
| 342707 | 2008 VJ80              | 1 de novembre de 2008  | Mount Lemmon         | Mt. Lemmon Survey      |
| 342708 | 2008 WG1               | 17 de novembre de 2008 | Catalina             | CSS                    |
| 342709 | 2008 WW1               | 18 de novembre de 2008 | Socorro              | LINEAR                 |
| 342710 | 2008 WR2               | 18 de novembre de 2008 | Bisei SG Center      | BATTeRS                |
| 342711 | 2008 WH3               | 17 de novembre de 2008 | Kitt Peak            | Spacewatch             |
| 342712 | 2008 WC10              | 17 de novembre de 2008 | Kitt Peak            | Spacewatch             |
| 342713 | 2008 WP12              | 18 de novembre de 2008 | Kitt Peak            | Spacewatch             |
| 342714 | 2008 WF13              | 18 de novembre de 2008 | Socorro              | LINEAR                 |
| 342715 | 2008 WU13              | 27 d'octubre de 2008   | Kitt Peak            | Spacewatch             |
| 342716 | 2008 WU14              | 17 de novembre de 2008 | Kitt Peak            | Spacewatch             |
| 342717 | 2008 WB15              | 17 de novembre de 2008 | Kitt Peak            | Spacewatch             |
| 342718 | 2008 WE16              | 17 de novembre de 2008 | Kitt Peak            | Spacewatch             |
| 342719 | 2008 WW16              | 17 de novembre de 2008 | Kitt Peak            | Spacewatch             |
| 342720 | 2008 WQ21              | 17 de novembre de 2008 | Kitt Peak            | Spacewatch             |
| 342721 | 2008 WC23              | 18 de novembre de 2008 | Catalina             | CSS                    |
| 342722 | 2008 WJ23              | 18 de novembre de 2008 | Catalina             | CSS                    |
| 342723 | 2008 WL23              | 18 de novembre de 2008 | Catalina             | CSS                    |
| 342724 | 2008 WA24              | 18 de novembre de 2008 | Catalina             | CSS                    |
| 342725 | 2008 WL25              | 18 de novembre de 2008 | Kitt Peak            | Spacewatch             |
| 342726 | 2008 WQ25              | 23 d'octubre de 2008   | Kitt Peak            | Spacewatch             |
| 342727 | 2008 WP32              | 20 de novembre de 2008 | Mayhill              | A. Lowe                |
| 342728 | 2008 WD34              | 17 de novembre de 2008 | Kitt Peak            | Spacewatch             |
| 342729 | 2008 WG34              | 17 de novembre de 2008 | Kitt Peak            | Spacewatch             |
| 342730 | 2008 WB39              | 28 d'octubre de 2008   | Kitt Peak            | Spacewatch             |
| 342731 | 2008 WD40              | 17 de novembre de 2008 | Kitt Peak            | Spacewatch             |
| 342732 | 2008 WW41              | 17 de novembre de 2008 | Kitt Peak            | Spacewatch             |
| 342733 | 2008 WO42              | 17 de novembre de 2008 | Kitt Peak            | Spacewatch             |
| 342734 | 2008 WF43              | 17 de novembre de 2008 | Kitt Peak            | Spacewatch             |
| 342735 | 2008 WZ44              | 17 de novembre de 2008 | Kitt Peak            | Spacewatch             |
| 342736 | 2008 WK46              | 17 de novembre de 2008 | Kitt Peak            | Spacewatch             |
| 342737 | 2008 WV48              | 18 de novembre de 2008 | Catalina             | CSS                    |
| 342738 | 2008 WB49              | 18 de novembre de 2008 | Catalina             | CSS                    |
| 342739 | 2008 WS49              | 25 de març de 2006     | Kitt Peak            | Spacewatch             |
| 342740 | 2008 WM51              | 18 de novembre de 2008 | Kitt Peak            | Spacewatch             |
| 342741 | 2008 WK54              | 19 de novembre de 2008 | Kitt Peak            | Spacewatch             |
| 342742 | 2008 WU54              | 19 de novembre de 2008 | Mount Lemmon         | Mt. Lemmon Survey      |
| 342743 | 2008 WT60              | 19 de novembre de 2008 | Socorro              | LINEAR                 |
| 342744 | 2008 WD61              | 23 de novembre de 2008 | Socorro              | LINEAR                 |
| 342745 | 2008 WT61              | 22 de novembre de 2008 | La Sagra             | La Sagra               |
| 342746 | 2008 WV62              | 21 de novembre de 2008 | Bisei SG Center      | BATTeRS                |
| 342747 | 2008 WK63              | 20 de novembre de 2008 | Socorro              | LINEAR                 |
| 342748 | 2008 WU65              | 25 de setembre de 2008 | Mount Lemmon         | Mt. Lemmon Survey      |
| 342749 | 2008 WU66              | 18 de novembre de 2008 | Kitt Peak            | Spacewatch             |
| 342750 | 2008 WN67              | 18 de novembre de 2008 | Kitt Peak            | Spacewatch             |
| 342751 | 2008 WW67              | 10 de desembre de 2004 | Kitt Peak            | Spacewatch             |
| 342752 | 2008 WY68              | 18 de novembre de 2008 | Kitt Peak            | Spacewatch             |
| 342753 | 2008 WU73              | 19 de novembre de 2008 | Mount Lemmon         | Mt. Lemmon Survey      |
| 342754 | 2008 WJ75              | 23 de setembre de 2008 | Mount Lemmon         | Mt. Lemmon Survey      |
| 342755 | 2008 WG78              | 20 de novembre de 2008 | Kitt Peak            | Spacewatch             |
| 342756 | 2008 WK79              | 20 de novembre de 2008 | Kitt Peak            | Spacewatch             |
| 342757 | 2008 WX81              | 20 de novembre de 2008 | Kitt Peak            | Spacewatch             |
| 342758 | 2008 WF83              | 20 de novembre de 2008 | Kitt Peak            | Spacewatch             |
| 342759 | 2008 WD85              | 20 de novembre de 2008 | Kitt Peak            | Spacewatch             |
| 342760 | 2008 WV88              | 21 de novembre de 2008 | Mount Lemmon         | Mt. Lemmon Survey      |
| 342761 | 2008 WL92              | 24 de novembre de 2008 | Dauban               | F. Kugel               |
| 342762 | 2008 WW94              | 26 de novembre de 2008 | Farra d'Isonzo       | Farra d'Isonzo         |
| 342763 | 2008 WD95              | 21 de novembre de 2008 | Cerro Burek          | Cerro Burek            |
| 342764 | 2008 WL95              | 26 d'octubre de 2008   | Mount Lemmon         | Mt. Lemmon Survey      |
| 342765 | 2008 WB97              | 28 de novembre de 2008 | Piszkesteto          | K. Sarneczky, C. Orgel |
| 342766 | 2008 WC97              | 17 de novembre de 2008 | Catalina             | CSS                    |
| 342767 | 2008 WU97              | 19 de novembre de 2008 | Catalina             | CSS                    |
| 342768 | 2008 WL98              | 24 de novembre de 2008 | Mount Lemmon         | Mt. Lemmon Survey      |
| 342769 | 2008 WS98              | 23 de novembre de 2008 | La Sagra             | La Sagra               |
| 342770 | 2008 WV98              | 23 de novembre de 2008 | La Sagra             | La Sagra               |
| 342771 | 2008 WH101             | 26 de novembre de 2008 | La Sagra             | La Sagra               |
| 342772 | 2008 WK101             | 27 de novembre de 2008 | Charleston           | Charleston             |
| 342773 | 2008 WM101             | 27 de novembre de 2008 | Crni Vrh             | Crni Vrh               |
| 342774 | 2008 WP101             | 30 de novembre de 2008 | Socorro              | LINEAR                 |
| 342775 | 2008 WO102             | 19 de novembre de 2008 | Catalina             | CSS                    |
| 342776 | 2008 WN103             | 30 de novembre de 2008 | Kitt Peak            | Spacewatch             |
| 342777 | 2008 WH106             | 30 de novembre de 2008 | Kitt Peak            | Spacewatch             |
| 342778 | 2008 WN107             | 21 d'octubre de 2008   | Mount Lemmon         | Mt. Lemmon Survey      |
| 342779 | 2008 WG108             | 30 de novembre de 2008 | Catalina             | CSS                    |
| 342780 | 2008 WN109             | 30 de novembre de 2008 | Kitt Peak            | Spacewatch             |
| 342781 | 2008 WO109             | 30 de novembre de 2008 | Kitt Peak            | Spacewatch             |
| 342782 | 2008 WT110             | 22 d'octubre de 2008   | Kitt Peak            | Spacewatch             |
| 342783 | 2008 WE113             | 30 de novembre de 2008 | Kitt Peak            | Spacewatch             |
| 342784 | 2008 WW113             | 30 de novembre de 2008 | Kitt Peak            | Spacewatch             |
| 342785 | 2008 WG114             | 30 de novembre de 2008 | Kitt Peak            | Spacewatch             |
| 342786 | 2008 WR117             | 30 d'octubre de 2008   | Kitt Peak            | Spacewatch             |
| 342787 | 2008 WA120             | 29 de setembre de 2003 | Anderson Mesa        | LONEOS                 |
| 342788 | 2008 WL120             | 30 de novembre de 2008 | Kitt Peak            | Spacewatch             |
| 342789 | 2008 WH122             | 30 de novembre de 2008 | Catalina             | CSS                    |
| 342790 | 2008 WW122             | 30 de novembre de 2008 | Kitt Peak            | Spacewatch             |
| 342791 | 2008 WJ125             | 24 de novembre de 2008 | Kitt Peak            | Spacewatch             |
| 342792 | 2008 WT126             | 24 de novembre de 2008 | Mount Lemmon         | Mt. Lemmon Survey      |
| 342793 | 2008 WR129             | 17 de novembre de 2008 | Kitt Peak            | Spacewatch             |
| 342794 | 2008 WA134             | 19 de novembre de 2008 | Mount Lemmon         | Mt. Lemmon Survey      |
| 342795 | 2008 WJ134             | 21 de novembre de 2008 | Mount Lemmon         | Mt. Lemmon Survey      |
| 342796 | 2008 WD135             | 18 de novembre de 2008 | Kitt Peak            | Spacewatch             |
| 342797 | 2008 WU135             | 19 de novembre de 2008 | Kitt Peak            | Spacewatch             |
| 342798 | 2008 WW135             | 19 de novembre de 2008 | Kitt Peak            | Spacewatch             |
| 342799 | 2008 WV136             | 21 de novembre de 2008 | Kitt Peak            | Spacewatch             |
| 342800 | 2008 WO137             | 22 de novembre de 2008 | Kitt Peak            | Spacewatch             |

## 342801-342900
| Nom               | Designació provisional | Data de descobriment   | Lloc de descobriment | Descobridor/s        |
| ----------------- | ---------------------- | ---------------------- | -------------------- | -------------------- |
| 342801            | 2008 WH139             | 30 de novembre de 2008 | Socorro              | LINEAR               |
| 342802            | 2008 WQ139             | 23 de novembre de 2008 | Mount Lemmon         | Mt. Lemmon Survey    |
| 342803            | 2008 WH140             | 17 de novembre de 2008 | Catalina             | CSS                  |
| 342804            | 2008 WX140             | 9 de març de 2002      | Kitt Peak            | Spacewatch           |
| 342805            | 2008 WO141             | 12 de desembre de 2004 | Catalina             | CSS                  |
| 342806            | 2008 WU141             | 26 d'octubre de 2003   | Kitt Peak            | Spacewatch           |
| 342807            | 2008 XO1               | 2 de desembre de 2008  | Bisei SG Center      | BATTeRS              |
| 342808            | 2008 XV1               | 4 de desembre de 2008  | Mayhill              | A. Lowe              |
| 342809            | 2008 XK3               | 4 de desembre de 2008  | Vail-Jarnac          | Jarnac               |
| 342810            | 2008 XQ3               | 2 de desembre de 2008  | Socorro              | LINEAR               |
| 342811            | 2008 XW3               | 2 de desembre de 2008  | Socorro              | LINEAR               |
| 342812            | 2008 XR4               | 15 de desembre de 2004 | Socorro              | LINEAR               |
| 342813            | 2008 XE6               | 4 de desembre de 2008  | Socorro              | LINEAR               |
| 342814            | 2008 XR6               | 4 de desembre de 2008  | Socorro              | LINEAR               |
| 342815            | 2008 XU6               | 3 de desembre de 2008  | Marly                | P. Kocher            |
| 342816            | 2008 XV6               | 6 de desembre de 2008  | Bisei SG Center      | BATTeRS              |
| 342817            | 2008 XQ8               | 1 de desembre de 2008  | Mount Lemmon         | Mt. Lemmon Survey    |
| 342818            | 2008 XD14              | 1 de desembre de 2008  | Kitt Peak            | Spacewatch           |
| 342819            | 2008 XJ16              | 1 de desembre de 2008  | Kitt Peak            | Spacewatch           |
| 342820            | 2008 XP16              | 1 de desembre de 2008  | Kitt Peak            | Spacewatch           |
| 342821            | 2008 XQ20              | 1 de desembre de 2008  | Mount Lemmon         | Mt. Lemmon Survey    |
| 342822            | 2008 XO21              | 1 de desembre de 2008  | Kitt Peak            | Spacewatch           |
| 342823            | 2008 XQ29              | 1 de desembre de 2008  | Kitt Peak            | Spacewatch           |
| 342824            | 2008 XB30              | 1 de desembre de 2008  | Mount Lemmon         | Mt. Lemmon Survey    |
| 342825            | 2008 XS30              | 2 de desembre de 2008  | Kitt Peak            | Spacewatch           |
| 342826            | 2008 XE31              | 11 d'abril de 2002     | Kitt Peak            | M. W. Buie           |
| 342827            | 2008 XL35              | 2 de desembre de 2008  | Kitt Peak            | Spacewatch           |
| 342828            | 2008 XP35              | 6 de novembre de 2008  | Kitt Peak            | Spacewatch           |
| 342829            | 2008 XG36              | 2 de desembre de 2008  | Kitt Peak            | Spacewatch           |
| 342830            | 2008 XQ36              | 2 de desembre de 2008  | Kitt Peak            | Spacewatch           |
| 342831            | 2008 XG37              | 2 de desembre de 2008  | Kitt Peak            | Spacewatch           |
| 342832            | 2008 XR38              | 2 de desembre de 2008  | Kitt Peak            | Spacewatch           |
| 342833            | 2008 XJ40              | 2 de desembre de 2008  | Kitt Peak            | Spacewatch           |
| 342834            | 2008 XQ42              | 2 de desembre de 2008  | Kitt Peak            | Spacewatch           |
| 342835            | 2008 XX46              | 6 de desembre de 2008  | Kitt Peak            | Spacewatch           |
| 342836            | 2008 XN47              | 2 de desembre de 2008  | Kitt Peak            | Spacewatch           |
| 342837            | 2008 XA49              | 4 de desembre de 2008  | Kitt Peak            | Spacewatch           |
| 342838            | 2008 XM49              | 7 de desembre de 2008  | Mount Lemmon         | Mt. Lemmon Survey    |
| 342839            | 2008 XD55              | 7 de desembre de 2008  | Socorro              | LINEAR               |
| 342840            | 2008 XU55              | 1 de desembre de 2008  | Mount Lemmon         | Mt. Lemmon Survey    |
| 342841            | 2008 YG                | 17 de desembre de 2008 | Hibiscus             | N. Teamo             |
| 342842            | 2008 YB3               | 18 de desembre de 2008 | Siding Spring        | Siding Spring Survey |
| 342843 Davidbowie | 2008 YN3               | 21 de desembre de 2008 | Calar Alto           | F. Hormuth           |
| 342844            | 2008 YA4               | 22 de desembre de 2008 | Calar Alto           | F. Hormuth           |
| 342845            | 2008 YF4               | 22 de desembre de 2008 | Dauban               | F. Kugel             |
| 342846            | 2008 YV4               | 20 de desembre de 2008 | Catalina             | CSS                  |
| 342847            | 2008 YL5               | 22 de desembre de 2008 | Mayhill              | A. Lowe              |
| 342848            | 2008 YQ5               | 22 de desembre de 2008 | Marly                | P. Kocher            |
| 342849            | 2008 YF10              | 20 de desembre de 2008 | Mount Lemmon         | Mt. Lemmon Survey    |
| 342850            | 2008 YB11              | 20 de desembre de 2008 | Mount Lemmon         | Mt. Lemmon Survey    |
| 342851            | 2008 YV12              | 21 de desembre de 2008 | Mount Lemmon         | Mt. Lemmon Survey    |
| 342852            | 2008 YX12              | 21 de desembre de 2008 | Mount Lemmon         | Mt. Lemmon Survey    |
| 342853            | 2008 YA14              | 20 de desembre de 2008 | Mount Lemmon         | Mt. Lemmon Survey    |
| 342854            | 2008 YF14              | 20 de desembre de 2008 | Lulin                | LUSS                 |
| 342855            | 2008 YL15              | 21 de desembre de 2008 | Kitt Peak            | Spacewatch           |
| 342856            | 2008 YM15              | 21 de desembre de 2008 | Kitt Peak            | Spacewatch           |
| 342857            | 2008 YN17              | 21 de desembre de 2008 | Mount Lemmon         | Mt. Lemmon Survey    |
| 342858            | 2008 YF18              | 21 de desembre de 2008 | Kitt Peak            | Spacewatch           |
| 342859            | 2008 YF23              | 19 de desembre de 2008 | La Sagra             | La Sagra             |
| 342860            | 2008 YL23              | 20 de desembre de 2008 | La Sagra             | La Sagra             |
| 342861            | 2008 YF24              | 22 de desembre de 2008 | La Sagra             | La Sagra             |
| 342862            | 2008 YL27              | 22 de desembre de 2008 | Socorro              | LINEAR               |
| 342863            | 2008 YO30              | 30 de desembre de 2008 | Piszkesteto          | K. Sarneczky         |
| 342864            | 2008 YF32              | 31 de desembre de 2008 | Nazaret              | G. Muler, J. M. Ruiz |
| 342865            | 2008 YN32              | 20 de desembre de 2008 | Socorro              | LINEAR               |
| 342866            | 2008 YU32              | 31 de desembre de 2008 | Mount Lemmon         | Mt. Lemmon Survey    |
| 342867            | 2008 YP34              | 31 de desembre de 2008 | Bergisch Gladbac     | W. Bickel            |
| 342868            | 2008 YJ35              | 22 de desembre de 2008 | Kitt Peak            | Spacewatch           |
| 342869            | 2008 YJ38              | 29 de desembre de 2008 | Kitt Peak            | Spacewatch           |
| 342870            | 2008 YY38              | 29 de desembre de 2008 | Kitt Peak            | Spacewatch           |
| 342871            | 2008 YE40              | 29 de desembre de 2008 | Mount Lemmon         | Mt. Lemmon Survey    |
| 342872            | 2008 YQ40              | 29 de desembre de 2008 | Mount Lemmon         | Mt. Lemmon Survey    |
| 342873            | 2008 YS40              | 29 de desembre de 2008 | Mount Lemmon         | Mt. Lemmon Survey    |
| 342874            | 2008 YP42              | 29 de desembre de 2008 | Kitt Peak            | Spacewatch           |
| 342875            | 2008 YP49              | 15 d'octubre de 2007   | Kitt Peak            | Spacewatch           |
| 342876            | 2008 YG52              | 3 de novembre de 2007  | Mount Lemmon         | Mt. Lemmon Survey    |
| 342877            | 2008 YV52              | 29 de desembre de 2008 | Mount Lemmon         | Mt. Lemmon Survey    |
| 342878            | 2008 YP54              | 29 de desembre de 2008 | Mount Lemmon         | Mt. Lemmon Survey    |
| 342879            | 2008 YV54              | 29 de desembre de 2008 | Mount Lemmon         | Mt. Lemmon Survey    |
| 342880            | 2008 YX56              | 30 de desembre de 2008 | Kitt Peak            | Spacewatch           |
| 342881            | 2008 YC58              | 30 de desembre de 2008 | Kitt Peak            | Spacewatch           |
| 342882            | 2008 YO58              | 30 de desembre de 2008 | Kitt Peak            | Spacewatch           |
| 342883            | 2008 YG64              | 30 de desembre de 2008 | Mount Lemmon         | Mt. Lemmon Survey    |
| 342884            | 2008 YE71              | 29 de desembre de 2008 | Mount Lemmon         | Mt. Lemmon Survey    |
| 342885            | 2008 YK74              | 30 de desembre de 2008 | Kitt Peak            | Spacewatch           |
| 342886            | 2008 YM83              | 31 de desembre de 2008 | Kitt Peak            | Spacewatch           |
| 342887            | 2008 YT84              | 31 de desembre de 2008 | Kitt Peak            | Spacewatch           |
| 342888            | 2008 YK85              | 29 de desembre de 2008 | Kitt Peak            | Spacewatch           |
| 342889            | 2008 YM85              | 29 de desembre de 2008 | Kitt Peak            | Spacewatch           |
| 342890            | 2008 YJ94              | 29 de desembre de 2008 | Kitt Peak            | Spacewatch           |
| 342891            | 2008 YF95              | 29 de desembre de 2008 | Kitt Peak            | Spacewatch           |
| 342892            | 2008 YG99              | 29 de desembre de 2008 | Kitt Peak            | Spacewatch           |
| 342893            | 2008 YG100             | 29 de desembre de 2008 | Kitt Peak            | Spacewatch           |
| 342894            | 2008 YP100             | 29 de desembre de 2008 | Kitt Peak            | Spacewatch           |
| 342895            | 2008 YT100             | 29 de desembre de 2008 | Kitt Peak            | Spacewatch           |
| 342896            | 2008 YW101             | 29 de desembre de 2008 | Kitt Peak            | Spacewatch           |
| 342897            | 2008 YM107             | 29 de desembre de 2008 | Kitt Peak            | Spacewatch           |
| 342898            | 2008 YZ110             | 31 de desembre de 2008 | Kitt Peak            | Spacewatch           |
| 342899            | 2008 YW113             | 29 de desembre de 2008 | Kitt Peak            | Spacewatch           |
| 342900            | 2008 YZ117             | 29 de desembre de 2008 | Mount Lemmon         | Mt. Lemmon Survey    |

## 342901-343000
| Nom              | Designació provisional | Data de descobriment   | Lloc de descobriment | Descobridor/s          |
| ---------------- | ---------------------- | ---------------------- | -------------------- | ---------------------- |
| 342901           | 2008 YO120             | 30 de desembre de 2008 | Kitt Peak            | Spacewatch             |
| 342902           | 2008 YM121             | 30 de desembre de 2008 | Kitt Peak            | Spacewatch             |
| 342903           | 2008 YP123             | 30 de desembre de 2008 | Kitt Peak            | Spacewatch             |
| 342904           | 2008 YL125             | 30 de desembre de 2008 | Kitt Peak            | Spacewatch             |
| 342905           | 2008 YP126             | 30 de desembre de 2008 | Kitt Peak            | Spacewatch             |
| 342906           | 2008 YE127             | 30 de desembre de 2008 | Kitt Peak            | Spacewatch             |
| 342907           | 2008 YN127             | 21 de desembre de 2008 | Kitt Peak            | Spacewatch             |
| 342908           | 2008 YP133             | 29 de desembre de 2008 | Catalina             | CSS                    |
| 342909           | 2008 YK134             | 30 de desembre de 2008 | Kitt Peak            | Spacewatch             |
| 342910           | 2008 YM146             | 30 de desembre de 2008 | Kitt Peak            | Spacewatch             |
| 342911           | 2008 YG149             | 21 de desembre de 2008 | Kitt Peak            | Spacewatch             |
| 342912           | 2008 YZ151             | 22 de desembre de 2008 | Mount Lemmon         | Mt. Lemmon Survey      |
| 342913           | 2008 YM153             | 21 de desembre de 2008 | Kitt Peak            | Spacewatch             |
| 342914           | 2008 YT153             | 21 de desembre de 2008 | Catalina             | CSS                    |
| 342915           | 2008 YA154             | 21 de desembre de 2008 | Kitt Peak            | Spacewatch             |
| 342916           | 2008 YN155             | 22 de desembre de 2008 | Kitt Peak            | Spacewatch             |
| 342917           | 2008 YA156             | 25 de desembre de 2008 | Lulin                | LUSS                   |
| 342918           | 2008 YP156             | 30 de desembre de 2008 | Mount Lemmon         | Mt. Lemmon Survey      |
| 342919           | 2008 YY156             | 21 de desembre de 2008 | Catalina             | CSS                    |
| 342920           | 2008 YW157             | 30 de desembre de 2008 | Mount Lemmon         | Mt. Lemmon Survey      |
| 342921           | 2008 YM158             | 29 de desembre de 2008 | Mount Lemmon         | Mt. Lemmon Survey      |
| 342922           | 2008 YE167             | 1 d'abril de 2001      | Anderson Mesa        | LONEOS                 |
| 342923           | 2008 YN168             | 31 de desembre de 2008 | Catalina             | CSS                    |
| 342924           | 2008 YT168             | 1 de novembre de 2008  | Mount Lemmon         | Mt. Lemmon Survey      |
| 342925           | 2008 YO169             | 30 de desembre de 2008 | Mount Lemmon         | Mt. Lemmon Survey      |
| 342926           | 2008 YX169             | 21 de desembre de 2008 | Catalina             | CSS                    |
| 342927           | 2008 YA171             | 31 de desembre de 2008 | Kitt Peak            | Spacewatch             |
| 342928           | 2008 YJ171             | 29 de desembre de 2008 | Catalina             | CSS                    |
| 342929           | 2008 YW171             | 22 de desembre de 2008 | Kitt Peak            | Spacewatch             |
| 342930           | 2009 AV1               | 3 de gener de 2009     | Wildberg             | R. Apitzsch            |
| 342931           | 2009 AF12              | 2 de gener de 2009     | Mount Lemmon         | Mt. Lemmon Survey      |
| 342932           | 2009 AY18              | 2 de gener de 2009     | Kitt Peak            | Spacewatch             |
| 342933           | 2009 AH21              | 3 de gener de 2009     | Kitt Peak            | Spacewatch             |
| 342934           | 2009 AR21              | 3 de gener de 2009     | Kitt Peak            | Spacewatch             |
| 342935           | 2009 AV21              | 3 de gener de 2009     | Kitt Peak            | Spacewatch             |
| 342936           | 2009 AS22              | 3 de gener de 2009     | Kitt Peak            | Spacewatch             |
| 342937           | 2009 AJ23              | 3 de gener de 2009     | Kitt Peak            | Spacewatch             |
| 342938           | 2009 AX23              | 3 de gener de 2009     | Kitt Peak            | Spacewatch             |
| 342939           | 2009 AA24              | 3 de gener de 2009     | Kitt Peak            | Spacewatch             |
| 342940           | 2009 AH24              | 3 de gener de 2009     | Kitt Peak            | Spacewatch             |
| 342941           | 2009 AU30              | 15 de gener de 2009    | Kitt Peak            | Spacewatch             |
| 342942           | 2009 AY31              | 15 de gener de 2009    | Kitt Peak            | Spacewatch             |
| 342943           | 2009 AO32              | 15 de gener de 2009    | Kitt Peak            | Spacewatch             |
| 342944           | 2009 AX32              | 15 de gener de 2009    | Kitt Peak            | Spacewatch             |
| 342945           | 2009 AK35              | 15 de gener de 2009    | Kitt Peak            | Spacewatch             |
| 342946           | 2009 AY36              | 15 de gener de 2009    | Kitt Peak            | Spacewatch             |
| 342947           | 2009 AS37              | 15 de gener de 2009    | Kitt Peak            | Spacewatch             |
| 342948           | 2009 AZ37              | 15 de gener de 2009    | Kitt Peak            | Spacewatch             |
| 342949           | 2009 AQ38              | 15 de gener de 2009    | Kitt Peak            | Spacewatch             |
| 342950           | 2009 AD39              | 15 de gener de 2009    | Kitt Peak            | Spacewatch             |
| 342951           | 2009 AE44              | 3 de gener de 2009     | Mount Lemmon         | Mt. Lemmon Survey      |
| 342952           | 2009 AD45              | 15 de gener de 2009    | Kitt Peak            | Spacewatch             |
| 342953           | 2009 AE47              | 1 de gener de 2009     | Kitt Peak            | Spacewatch             |
| 342954           | 2009 AS48              | 3 de gener de 2009     | Mount Lemmon         | Mt. Lemmon Survey      |
| 342955           | 2009 AN49              | 1 de gener de 2009     | Kitt Peak            | Spacewatch             |
| 342956           | 2009 AX49              | 15 de gener de 2009    | Kitt Peak            | Spacewatch             |
| 342957           | 2009 BH                | 17 de gener de 2009    | Catalina             | CSS                    |
| 342958           | 2009 BL                | 16 de gener de 2009    | Dauban               | F. Kugel               |
| 342959           | 2009 BM                | 16 de gener de 2009    | Dauban               | F. Kugel               |
| 342960           | 2009 BP                | 16 de gener de 2009    | Calar Alto           | F. Hormuth             |
| 342961           | 2009 BB1               | 16 de gener de 2009    | Dauban               | F. Kugel               |
| 342962           | 2009 BU6               | 18 de gener de 2009    | Socorro              | LINEAR                 |
| 342963           | 2009 BY6               | 18 de gener de 2009    | Socorro              | LINEAR                 |
| 342964           | 2009 BF7               | 18 de gener de 2009    | Socorro              | LINEAR                 |
| 342965           | 2009 BG8               | 17 de gener de 2009    | Socorro              | LINEAR                 |
| 342966           | 2009 BA10              | 18 de gener de 2009    | Sandlot              | G. Hug                 |
| 342967           | 2009 BT10              | 25 de gener de 2009    | Mayhill              | A. Lowe                |
| 342968           | 2009 BQ13              | 25 de gener de 2009    | Hibiscus             | N. Teamo               |
| 342969           | 2009 BK15              | 16 de gener de 2009    | Mount Lemmon         | Mt. Lemmon Survey      |
| 342970           | 2009 BY16              | 16 de gener de 2009    | Kitt Peak            | Spacewatch             |
| 342971           | 2009 BX21              | 17 de gener de 2009    | Sierra Stars         | W. G. Dillon           |
| 342972           | 2009 BE24              | 17 de gener de 2009    | Kitt Peak            | Spacewatch             |
| 342973           | 2009 BH24              | 17 de gener de 2009    | Kitt Peak            | Spacewatch             |
| 342974           | 2009 BW25              | 16 de gener de 2009    | Kitt Peak            | Spacewatch             |
| 342975           | 2009 BV27              | 16 de gener de 2009    | Kitt Peak            | Spacewatch             |
| 342976           | 2009 BO36              | 16 de gener de 2009    | Kitt Peak            | Spacewatch             |
| 342977           | 2009 BU39              | 16 de gener de 2009    | Kitt Peak            | Spacewatch             |
| 342978           | 2009 BQ40              | 16 de gener de 2009    | Kitt Peak            | Spacewatch             |
| 342979           | 2009 BK42              | 16 de gener de 2009    | Kitt Peak            | Spacewatch             |
| 342980           | 2009 BN42              | 16 de gener de 2009    | Kitt Peak            | Spacewatch             |
| 342981           | 2009 BJ43              | 16 de gener de 2009    | Kitt Peak            | Spacewatch             |
| 342982           | 2009 BV45              | 16 de gener de 2009    | Kitt Peak            | Spacewatch             |
| 342983           | 2009 BN46              | 16 de gener de 2009    | Kitt Peak            | Spacewatch             |
| 342984           | 2009 BM47              | 16 de gener de 2009    | Kitt Peak            | Spacewatch             |
| 342985           | 2009 BY48              | 16 de gener de 2009    | Mount Lemmon         | Mt. Lemmon Survey      |
| 342986           | 2009 BN49              | 16 de gener de 2009    | Mount Lemmon         | Mt. Lemmon Survey      |
| 342987           | 2009 BL50              | 16 de gener de 2009    | Mount Lemmon         | Mt. Lemmon Survey      |
| 342988           | 2009 BT51              | 16 de gener de 2009    | Mount Lemmon         | Mt. Lemmon Survey      |
| 342989           | 2009 BL52              | 16 de gener de 2009    | Kitt Peak            | Spacewatch             |
| 342990           | 2009 BP54              | 16 de gener de 2009    | Mount Lemmon         | Mt. Lemmon Survey      |
| 342991           | 2009 BU54              | 16 de gener de 2009    | Mount Lemmon         | Mt. Lemmon Survey      |
| 342992           | 2009 BA58              | 20 de gener de 2009    | Kitt Peak            | Spacewatch             |
| 342993           | 2009 BW60              | 17 de gener de 2009    | La Sagra             | La Sagra               |
| 342994           | 2009 BC62              | 18 de gener de 2009    | Mount Lemmon         | Mt. Lemmon Survey      |
| 342995           | 2009 BB65              | 20 de gener de 2009    | Kitt Peak            | Spacewatch             |
| 342996           | 2009 BN68              | 23 de gener de 2009    | Purple Mountain      | PMO NEO Survey Program |
| 342997           | 2009 BB69              | 25 de gener de 2009    | Kitt Peak            | Spacewatch             |
| 342998           | 2009 BF71              | 26 de gener de 2009    | Purple Mountain      | PMO NEO Survey Program |
| 342999           | 2009 BP72              | 28 de gener de 2009    | Dauban               | F. Kugel               |
| 343000 Ijontichy | 2009 BH73              | 29 de gener de 2009    | Taunus               | E. Schwab, U. Zimmer   |